# 15世紀

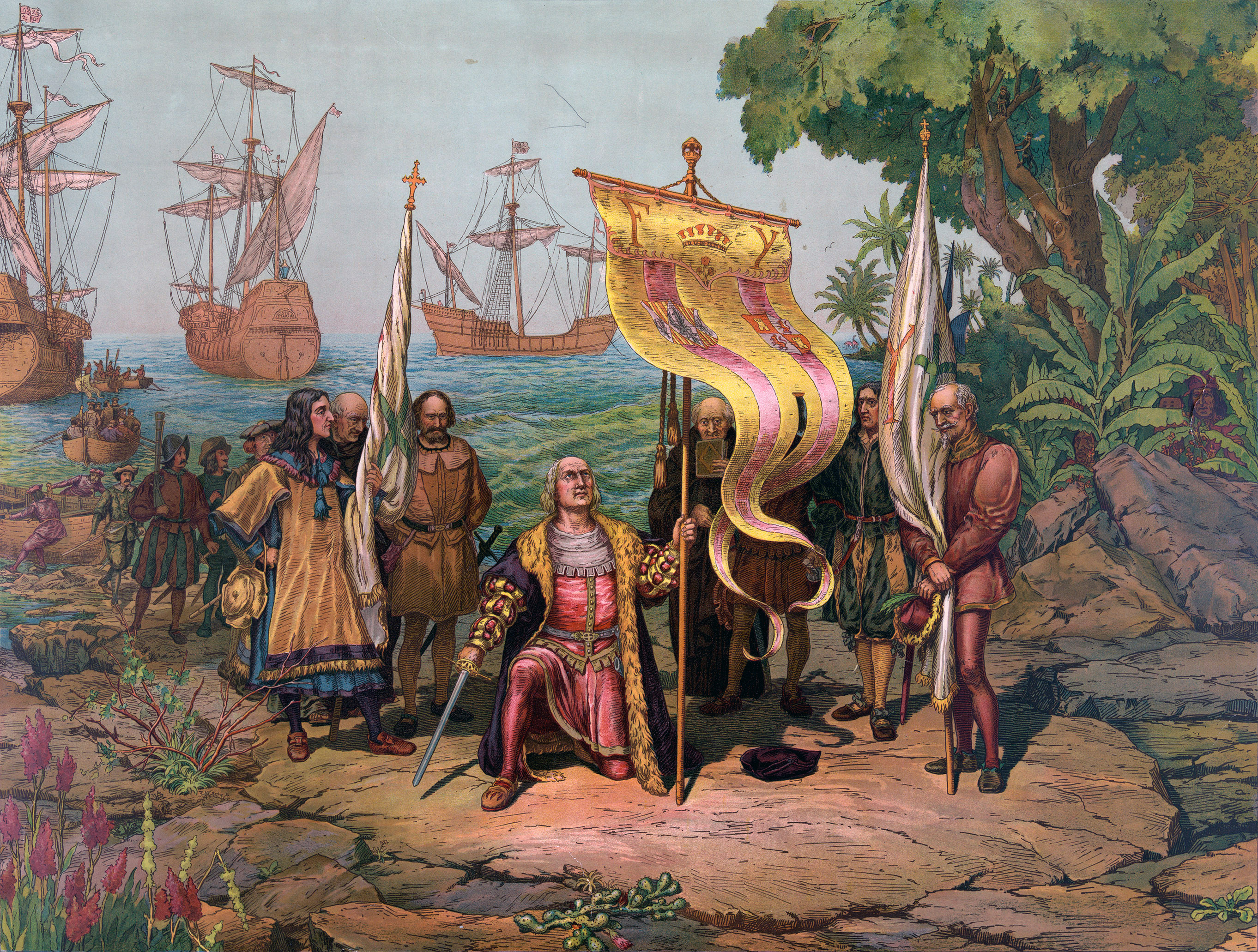
大航海時代。大西洋を渡り新世界に到達したコロンブス。

マチュ・ピチュ遺跡。アンデス山麓に属するペルーのウルバンバ谷に沿いの尾根にある遺跡で標高2430mの高さにある。用途は未だ明らかでない所もあるが、15世紀に建造されたインカ帝国の技術の高さを反映している。

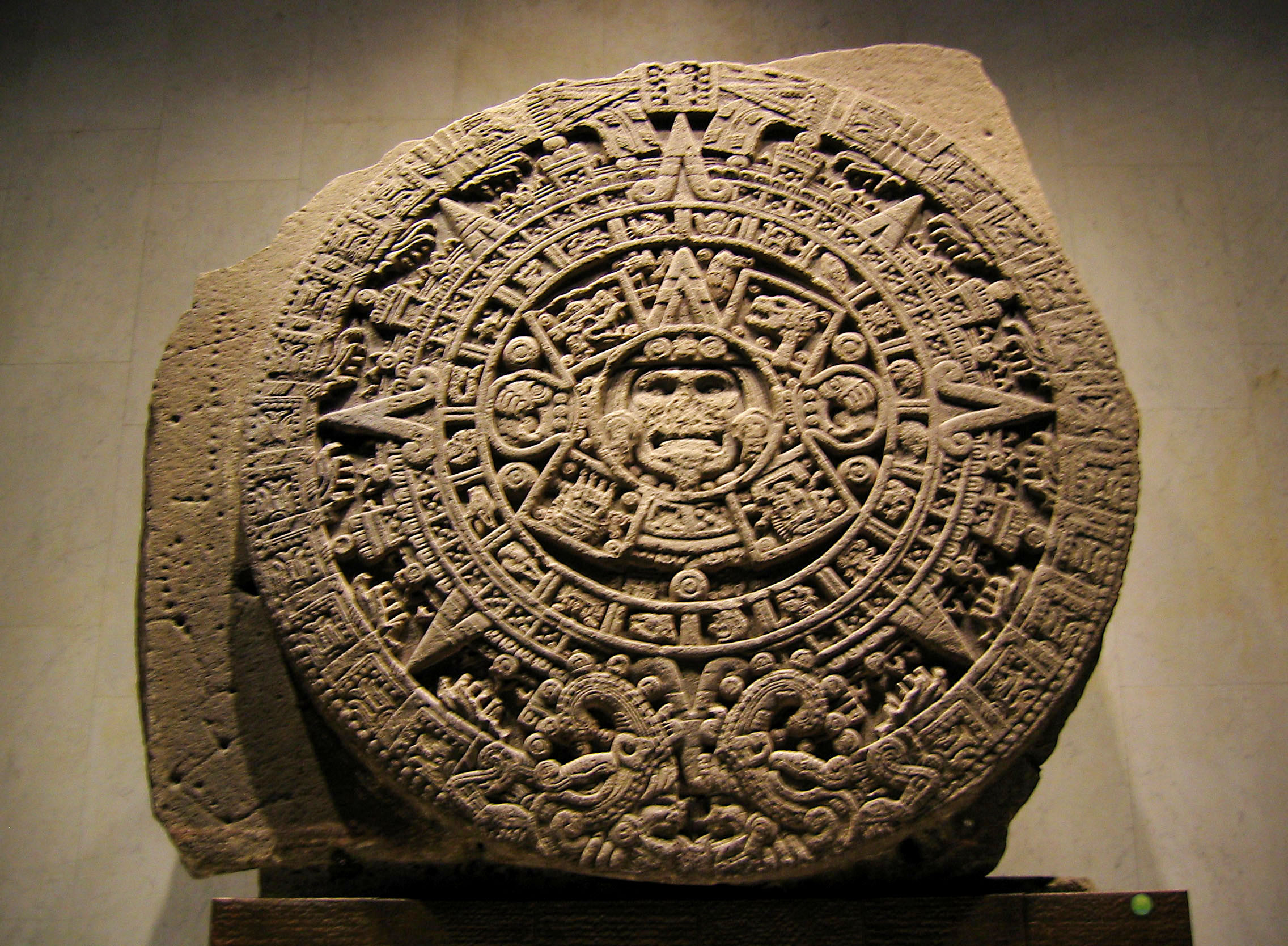
太陽の石。1479年にアステカ帝国皇帝アシャヤカトルが現メキシコシティの中央広場の位置に奉献したもの（メキシコ国立人類学博物館蔵）。

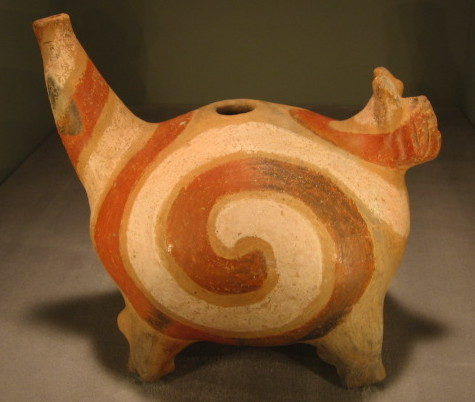
後期ミシシッピ文化。北アメリカでは1450年代にはカホキア遺跡にみられる巨大建築物マウンドでの祭祀が停滞し、社会が大きく変容した。画像はこの時代に作られた中空土器の水差しで、神話上の水中豹を表している（アーカンソー州クロス郡出土）。

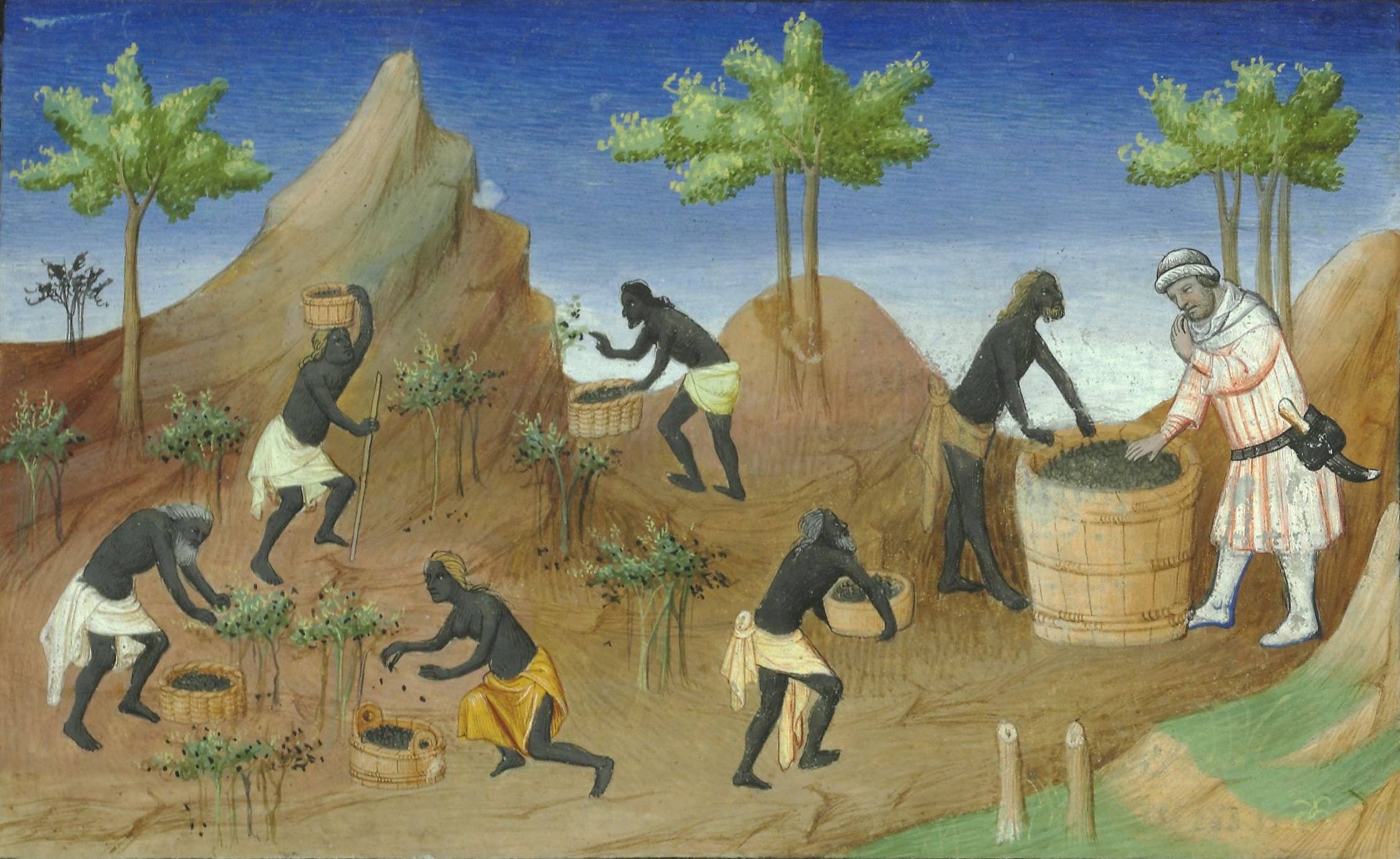
香辛料の魅惑。15世紀には東方との交易路はオスマン帝国に遮断される事になり、香辛料の供給不足が大きな問題となった。画像は1410年代に描かれた『世界の記述（東方見聞録）』の挿絵で、インドでの胡椒採収が取り上げられている。

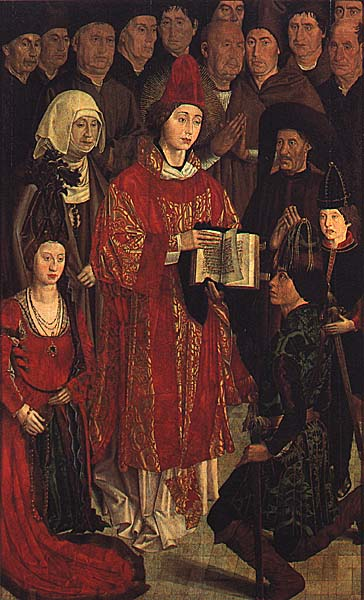
エンリケ航海王子。ポルトガルは東方への航路の開発を推進したが、その中心となったのは「航海王子」の名を持つエンリケ王子である。サグレスに設置した「王子の村」が航海士の育成に貢献したことはよく知られている。画像は「サン・ヴィセンテの祭壇画」で聖人のすぐ右隣に位置する黒帽で黒髭の人物が王子とされているが異論もある。

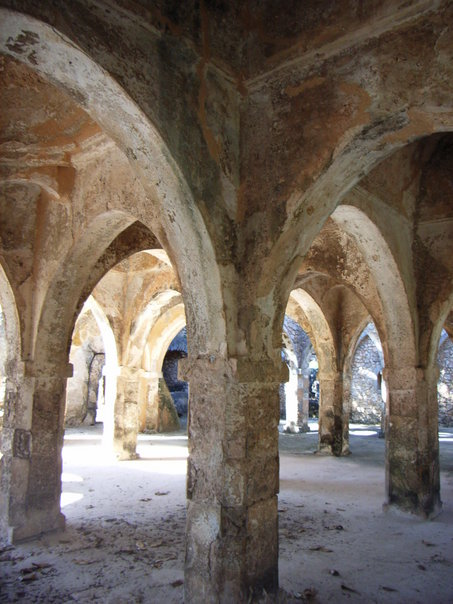
インド洋の活況。東アフリカ沿岸部ではキルワ王国などイスラム諸王朝がインド洋航路を保持し、それに伴い中国の明やポルトガルの船も姿を現していた。画像はキルワの大モスク跡。

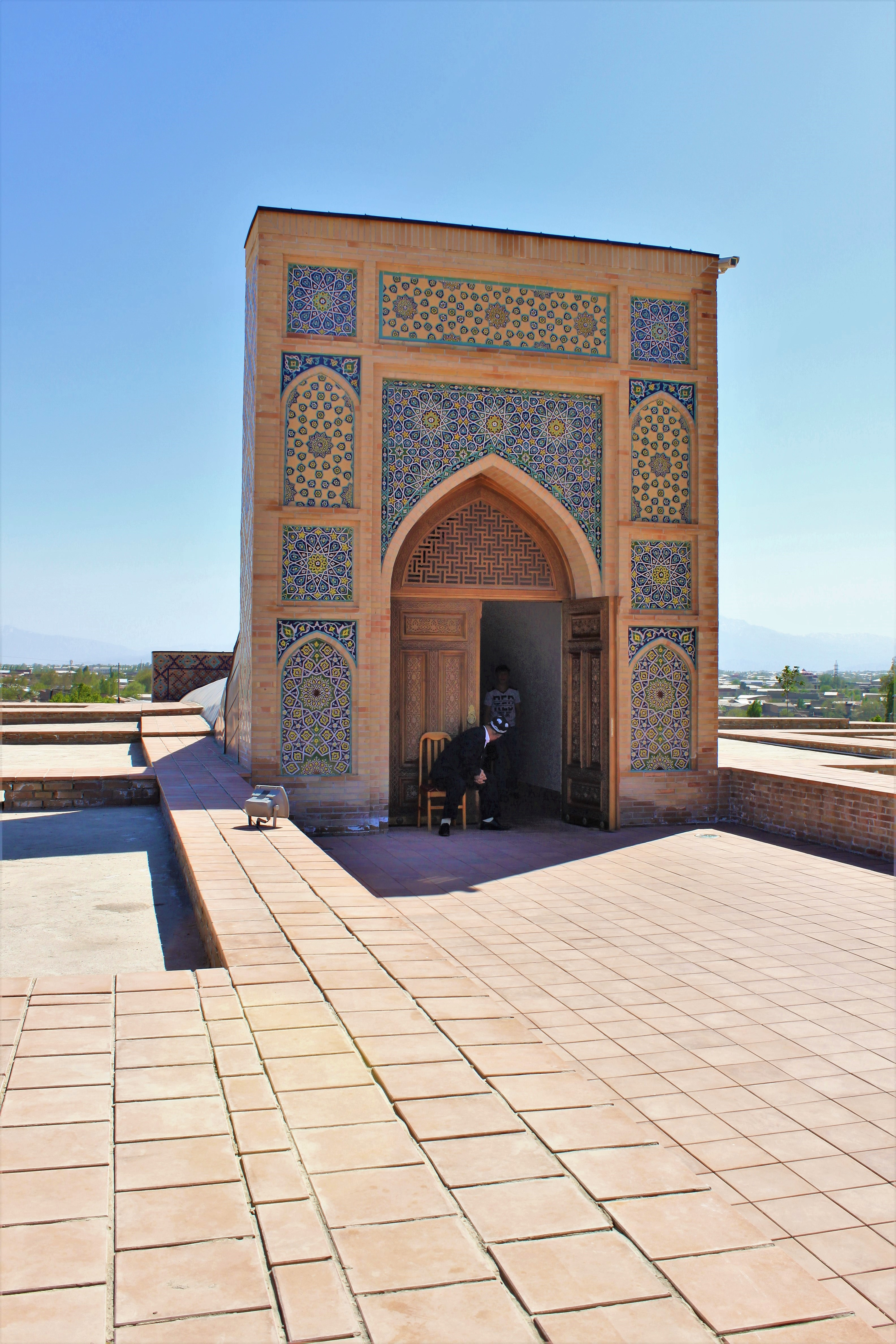
サマルカンド近郊のウルグ・ベク天文台。ティムール朝の君主ウルグ・ベクは天文学に造詣が深く「ズィージ・スルターニー」のような精緻な天文表も作成させた。

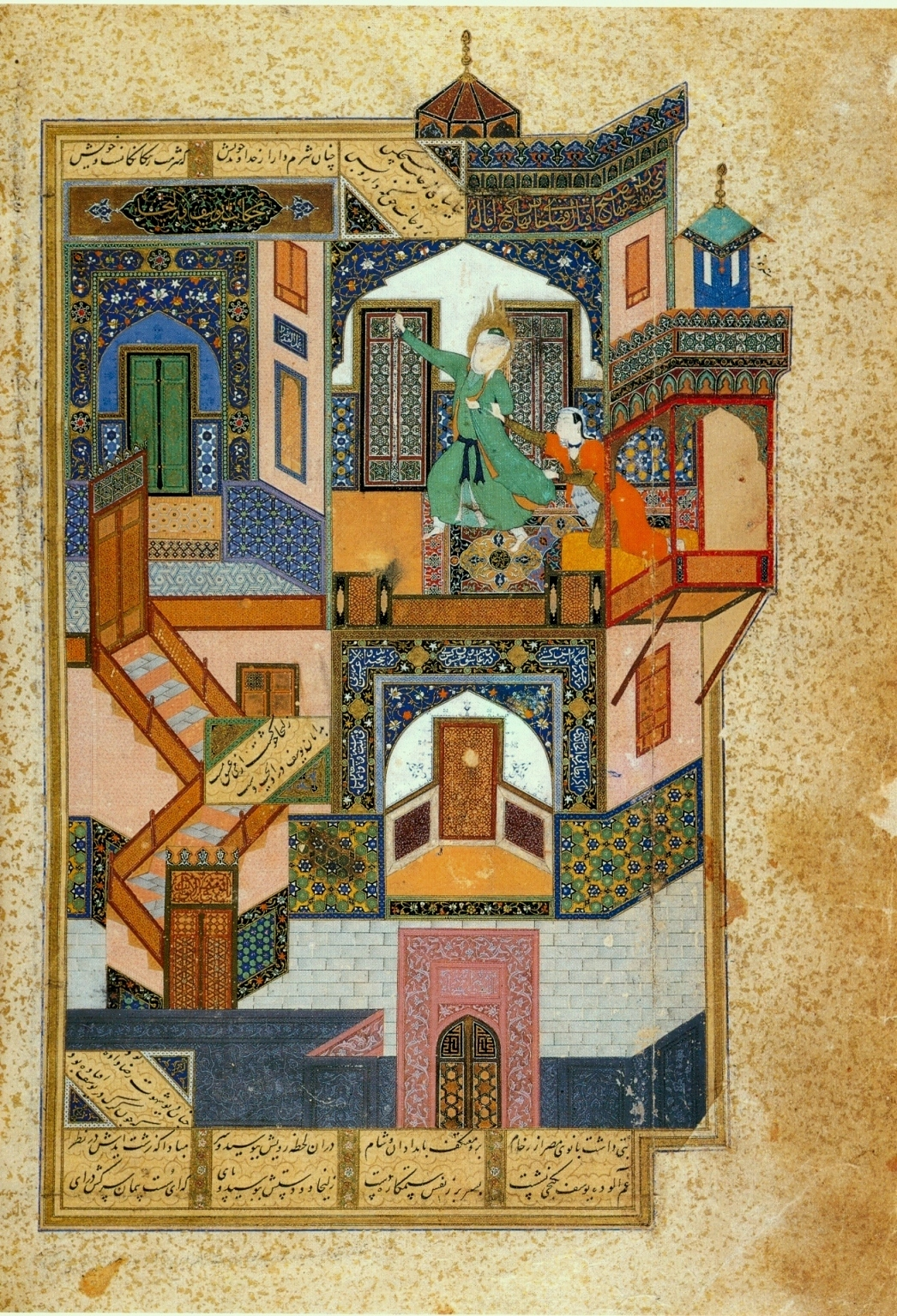
ビフザード。ティムール朝からサファヴィー朝のヘラートで活躍した細密画家で、その巧緻な技術で「第二のマニ」とも呼ばれている。画像はサアディー『果樹園』のユースフとズライハ」の挿絵。

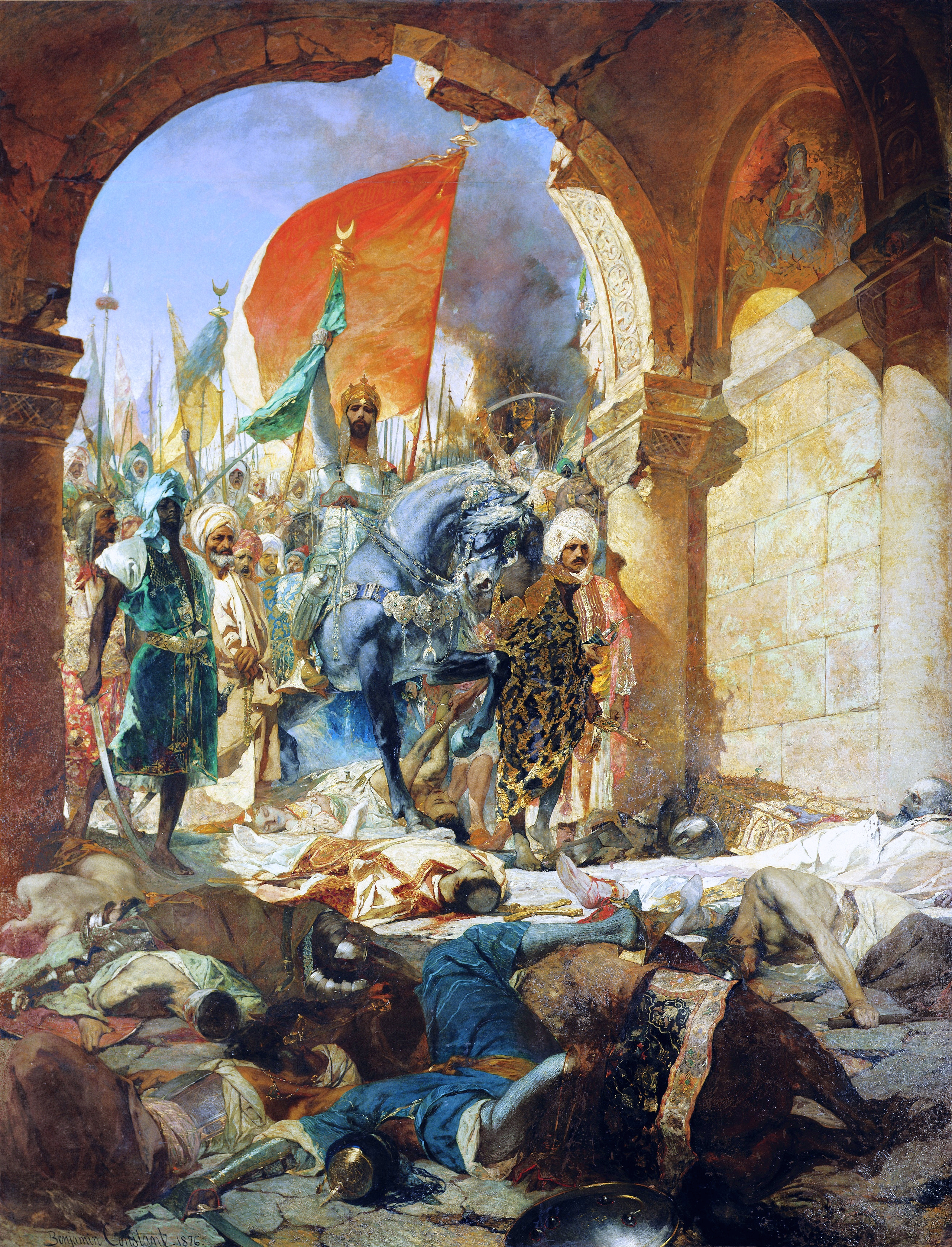
コンスタンティノポリスの陥落。オスマン帝国のメフメト2世の占領により、1000年以上続いてきた東ローマ帝国はここに滅亡した。画像はジャン＝ジョセフ・バンジャマン＝コンスタンの歴史画(トゥールーズのオーギュスタン美術館蔵）。

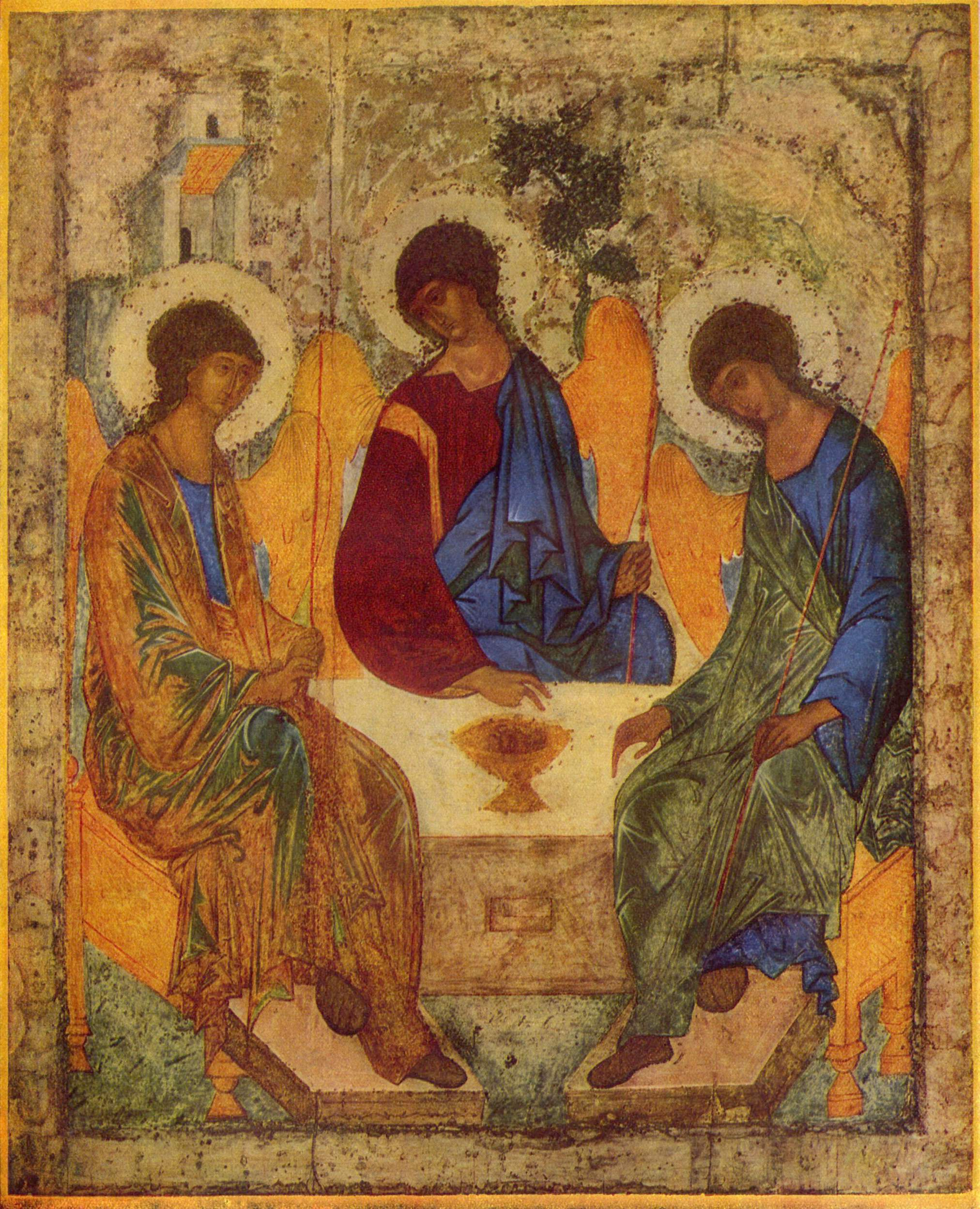
ロシア正教会の自立。東ローマ帝国の衰退に伴い「タタールの軛」を脱したロシアでは独自の組織が形成され文化的にも新たな展開が見られた。画像はこの時代を代表するモスクワ派のイコン（聖画像）でアンドレイ・ルブリョフの「至聖三者」（モスクワのトレチャコフ美術館蔵）。

グルンヴァルトの戦い(タンネンベルクの戦い)。ポーランド・リトアニア連合軍がドイツ騎士団を破り、東方植民の動きはここで抑えられた。画像はこの戦いを描いたポーランド人画家ヤン・マテイコの歴史画（ワルシャワ国立美術館蔵）。

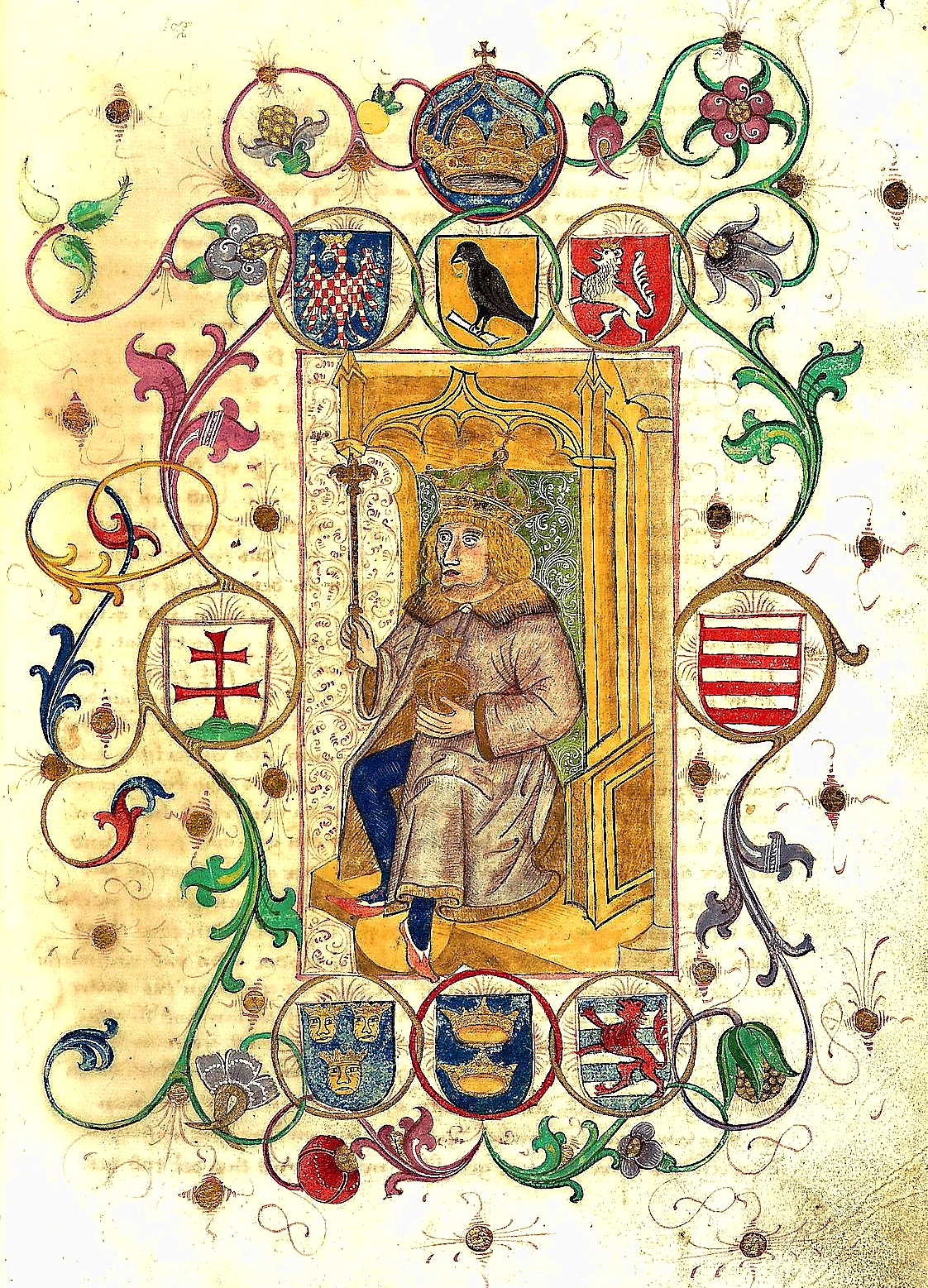
正義王マーチャーシュ。ハプスブルク家に勝って領土の保全に力を尽くし、ルネサンス文化を導入して黄金期の立役者となった賢君。画像は『ハンガリー年代記』の挿絵に描かれた正義王。

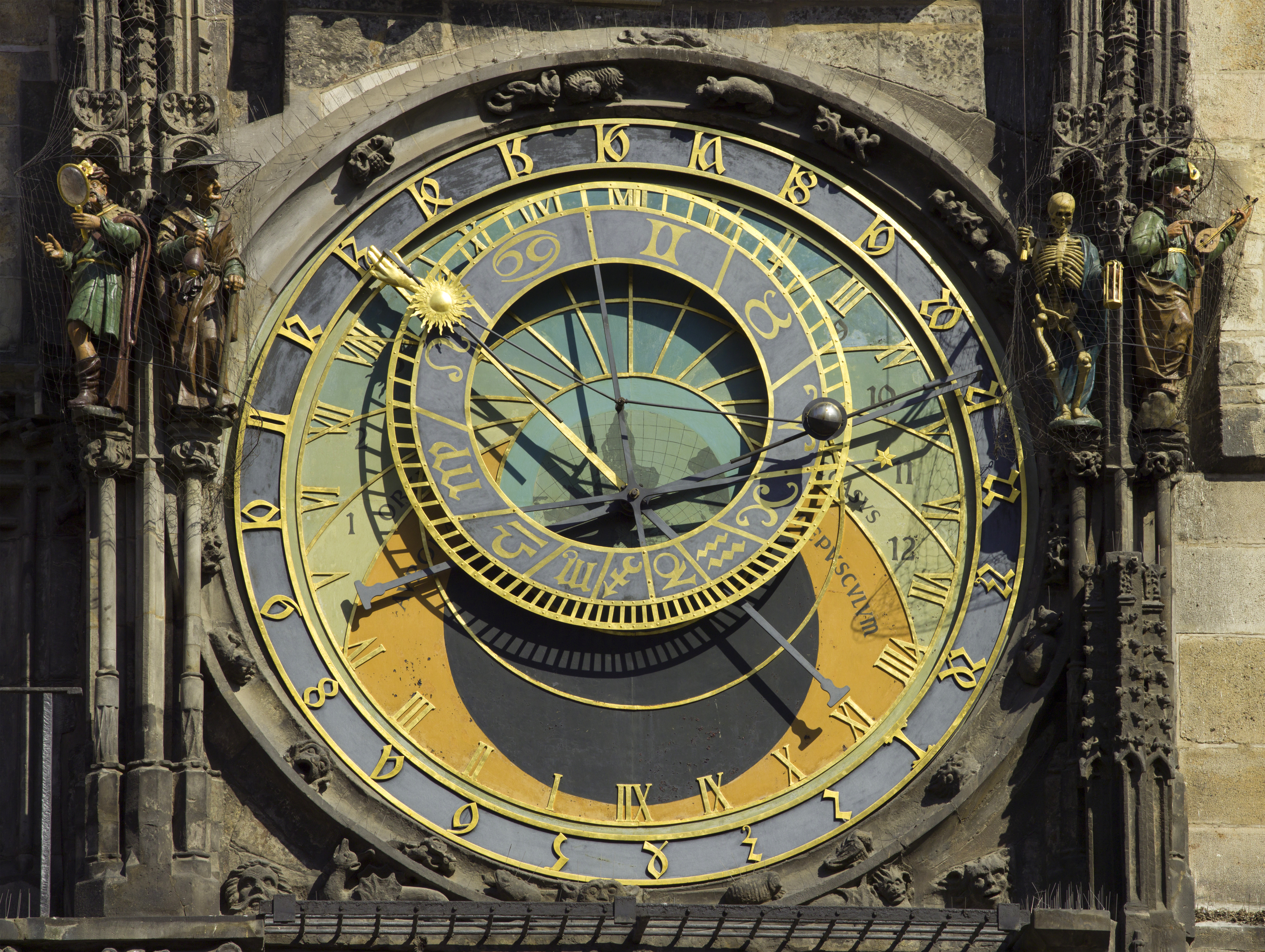
ヨーロッパの機械式時計。中世末期には歯車や脱進機の性能が向上し各地に大規模な時計が作られた。画像は「プラハのオルレイ」と呼ばれる天文時計で1410年頃作成されてから、後世の補修はあるものの今日まで動いているものである。

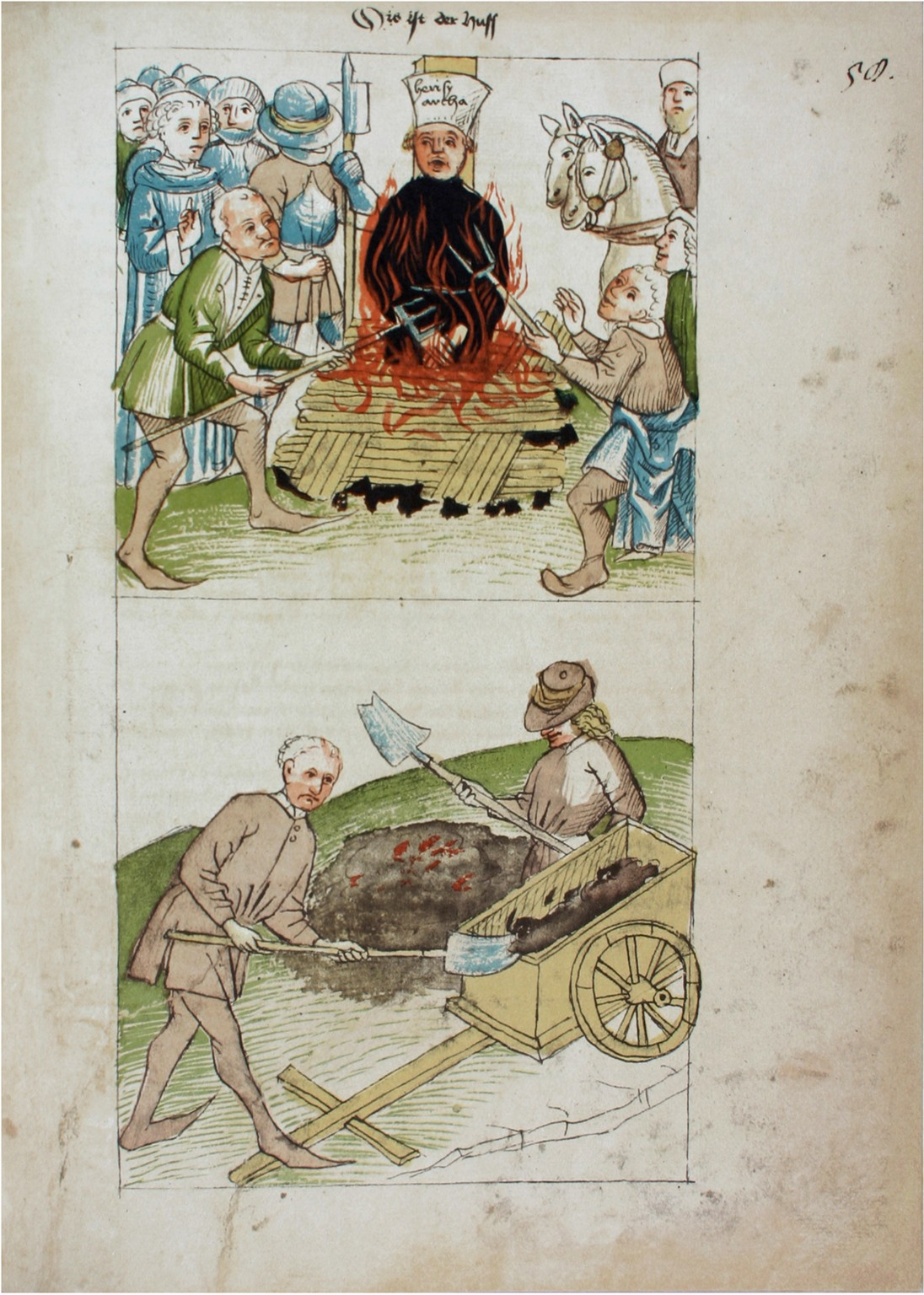
プラハ大学学長ヤン・フスの火刑。コンスタンツ公会議の決定によりカトリック教会と相容れぬ異端の徒として処刑されたが、これがチェック人の憤激を呼び起こすことになった。

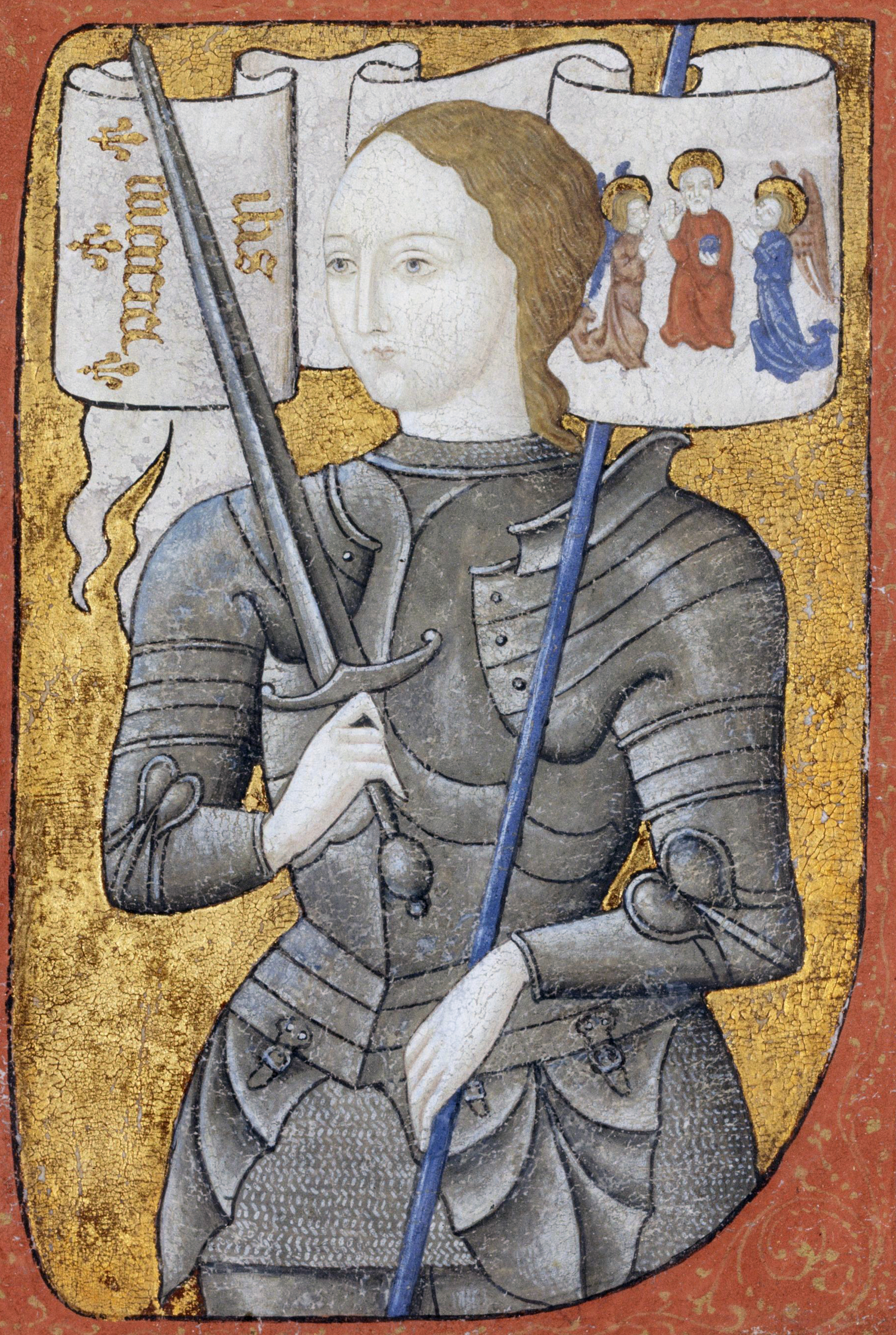
オルレアンの乙女ジャンヌ・ダルク。劣勢のフランス軍を鼓舞し百年戦争の終結に大きな役割を果たしたが魔女裁判で火刑に処せられた。画像は15世紀に描かれたジャンヌの肖像のミニアチュール（フランス国立中央文書館蔵）。

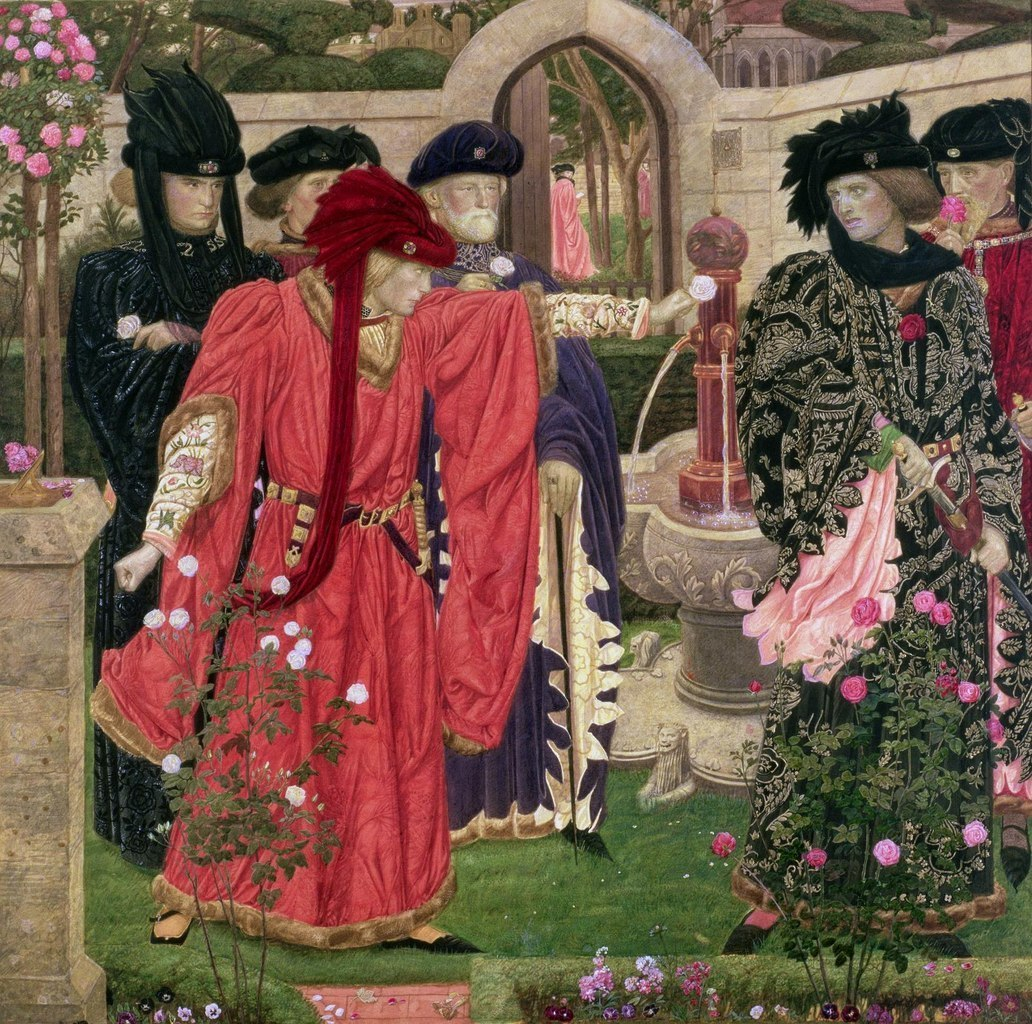
薔薇戦争。百年戦争に敗北したイングランドでは続いて薔薇戦争が起こった。画像はヘンリ・ペインの歴史画で、ヨーク公リチャードが白薔薇を、サマセット公エドムンドが赤薔薇を選んでいる（バーミンガム市美術館）。

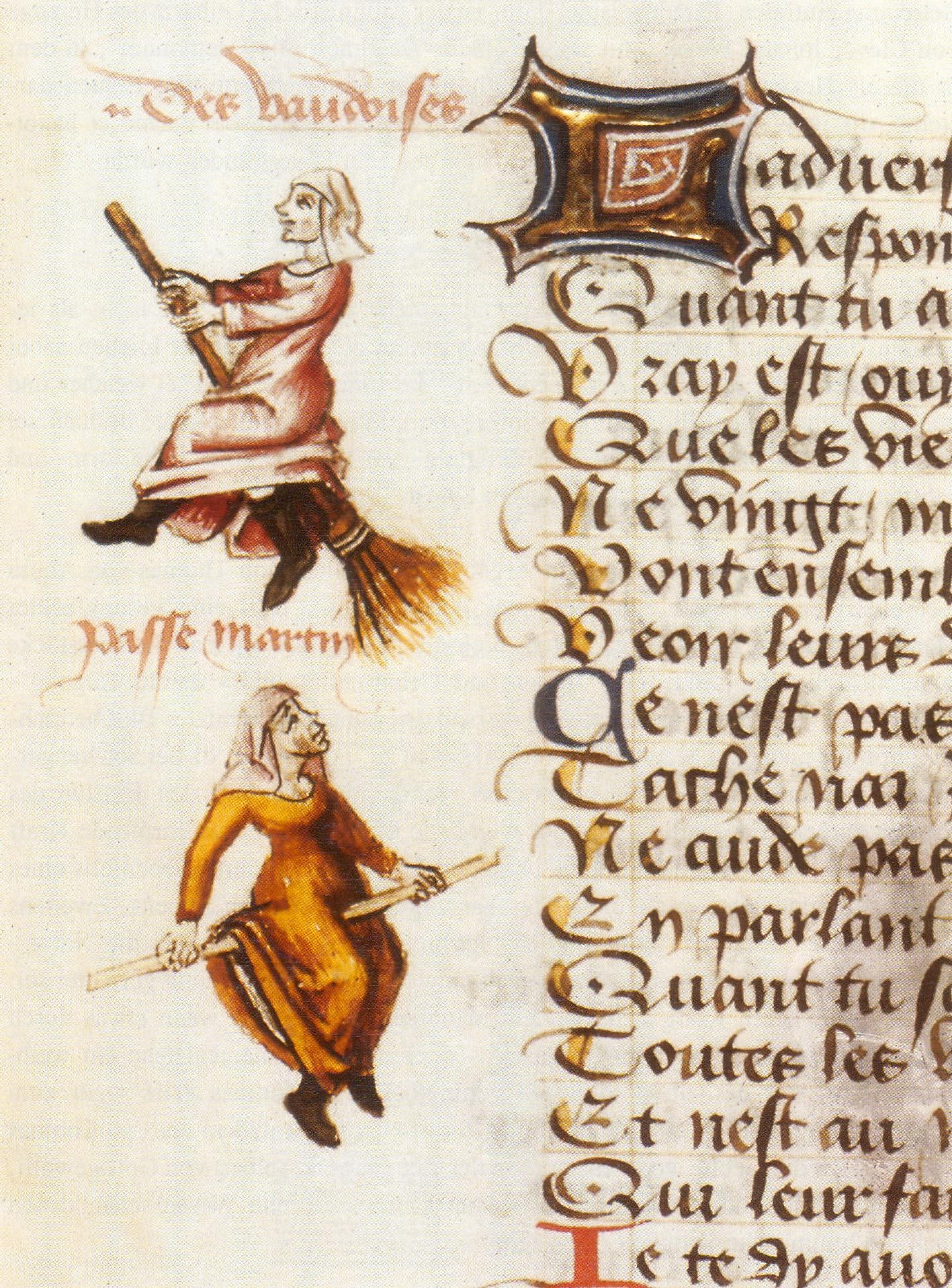
魔女のイメージの拡散。15世紀には魔女のイメージが変容して、「キリスト教徒の敵」としての位置づけがなされるようになり、異端審問官が介入する魔女裁判がしばしば行われた。画像は棒や箒にまたがった魔女図像の最初期のものでマルタン・ル・フランの長編詩『女性の擁護者』の写本（1451年頃）より。

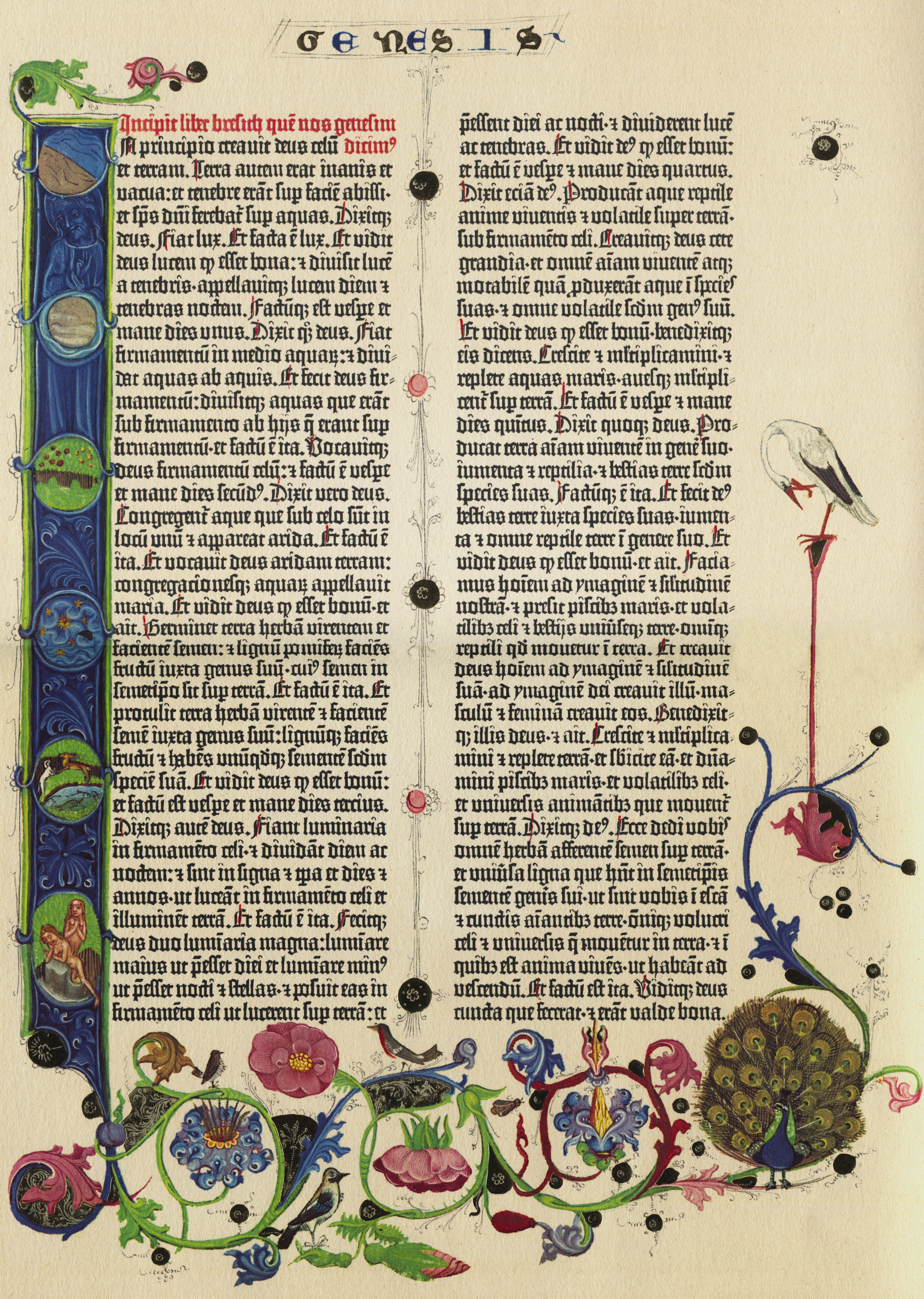
活版印刷の始まり。ドイツのマインツの技術者ヨハネス・グーテンベルクの発明が世界の情報を大きく変革した。画像はベルリン国立図書館所蔵の『グーテンベルク聖書（42行聖書）』の「創世記」。

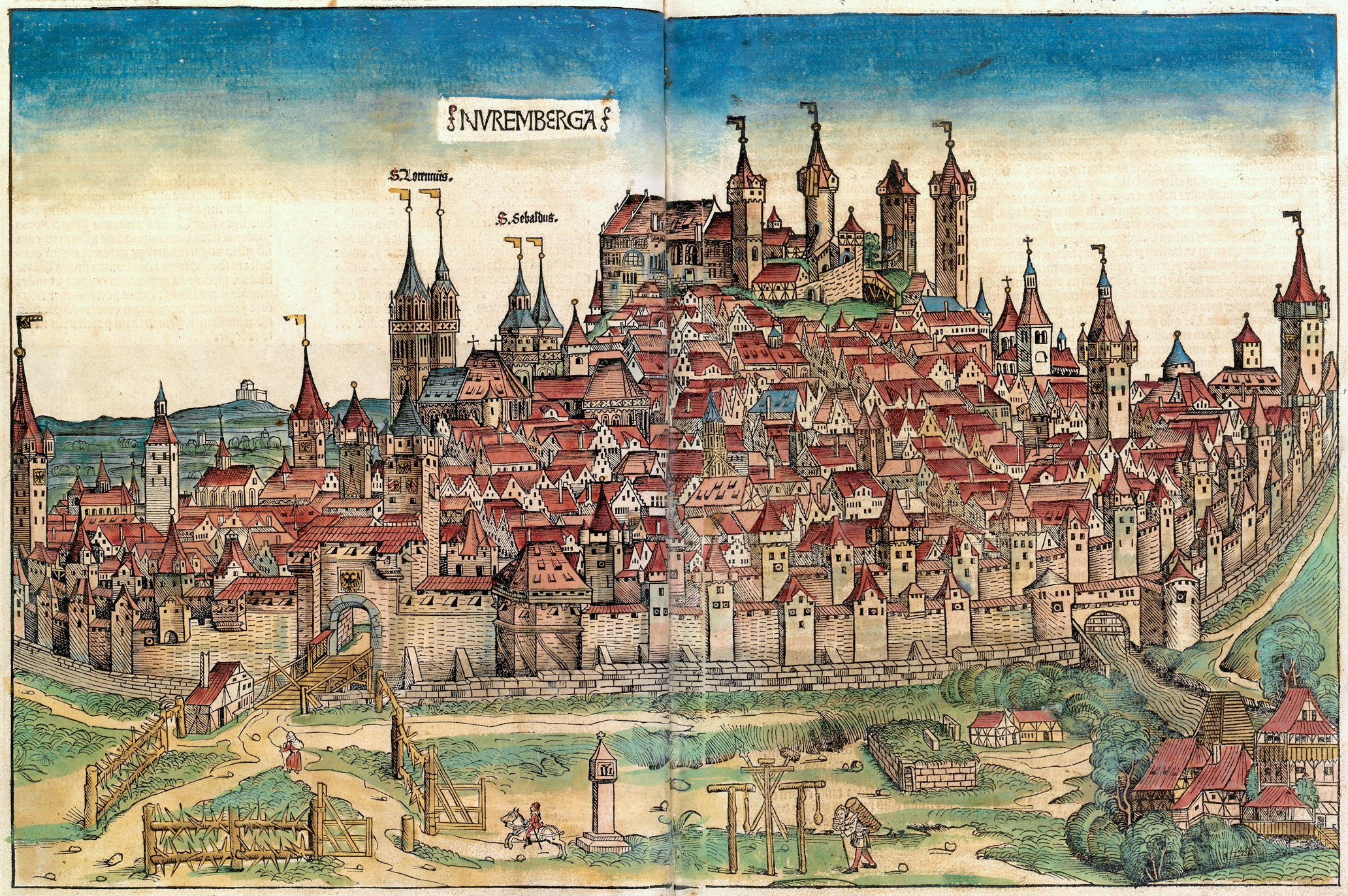
帝国都市ニュルンベルク。神聖ローマ皇帝の滞在地として、帝国議会の開催地として、宗教改革が起こるまで繁栄の時代が続いた。画像は1493年に出版されたハルトマン・シェーデル『ニュルンベルク年代記』の挿絵に描かれた都市ニュルンベルクの眺望。

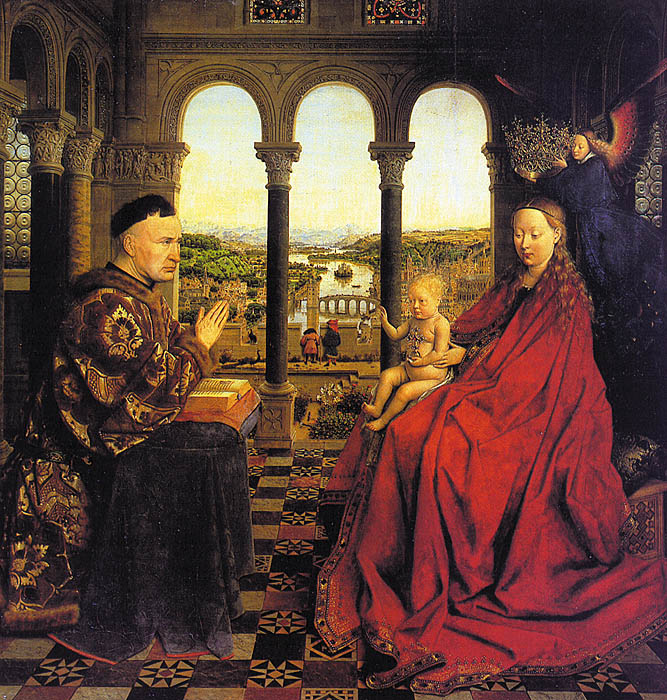
『中世の秋』。歴史家ホイジンガはこの題名でこの時代のブルゴーニュ公国の歴史を描いた。画像はヤン・ファン・エイクの「宰相ロランの聖母（ルーヴル美術館蔵）」。ニコラ・ロランはこの国の宰相で、背後にはブルゴーニュのオータンの風景が広がる。

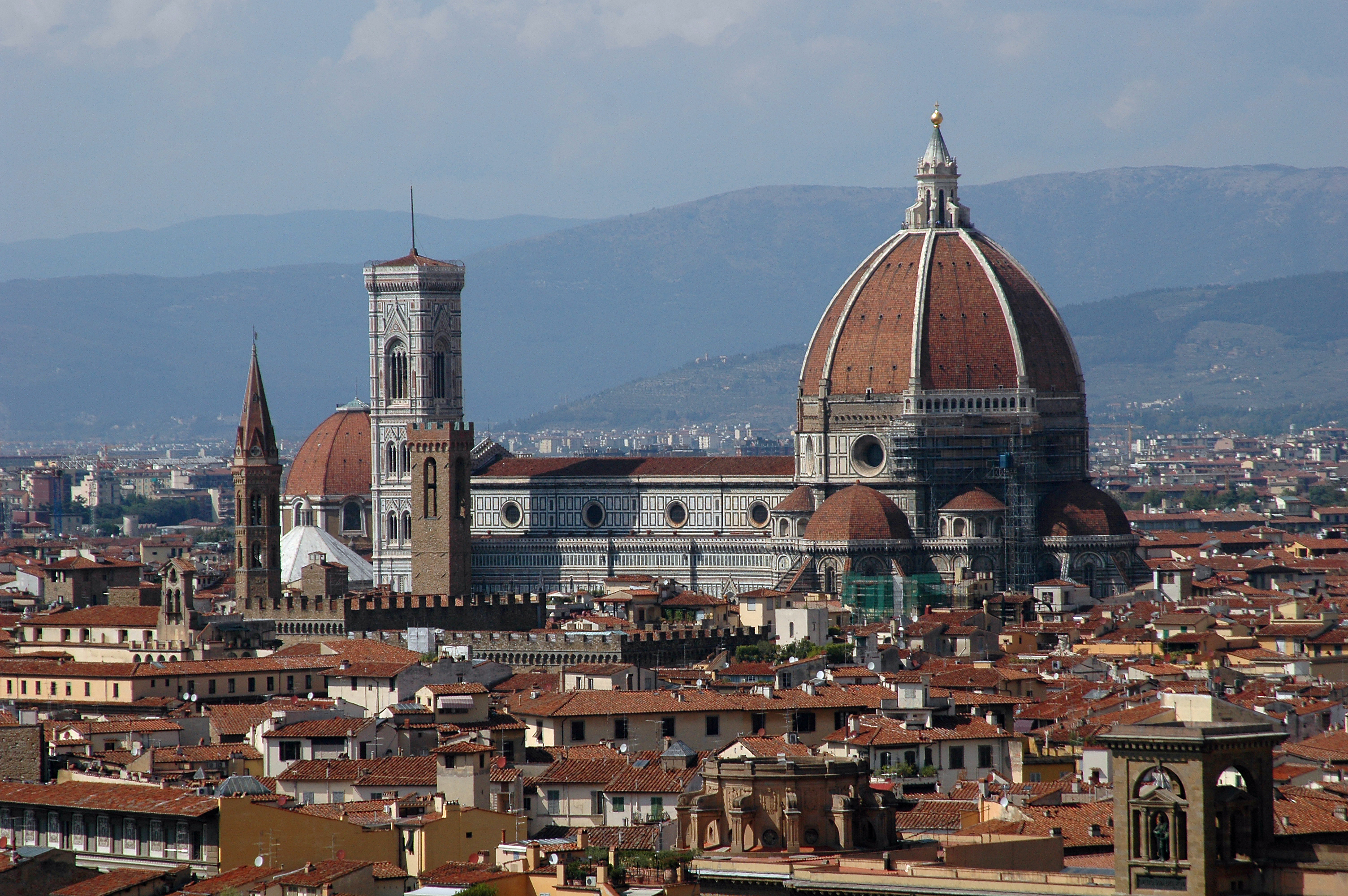
フィレンツェ共和国の繁栄。画像はブルネレスキの巨大なドーム建築で知られる「花の聖母教会（サンタ・マリア・デル・フィオーレ大聖堂）」。

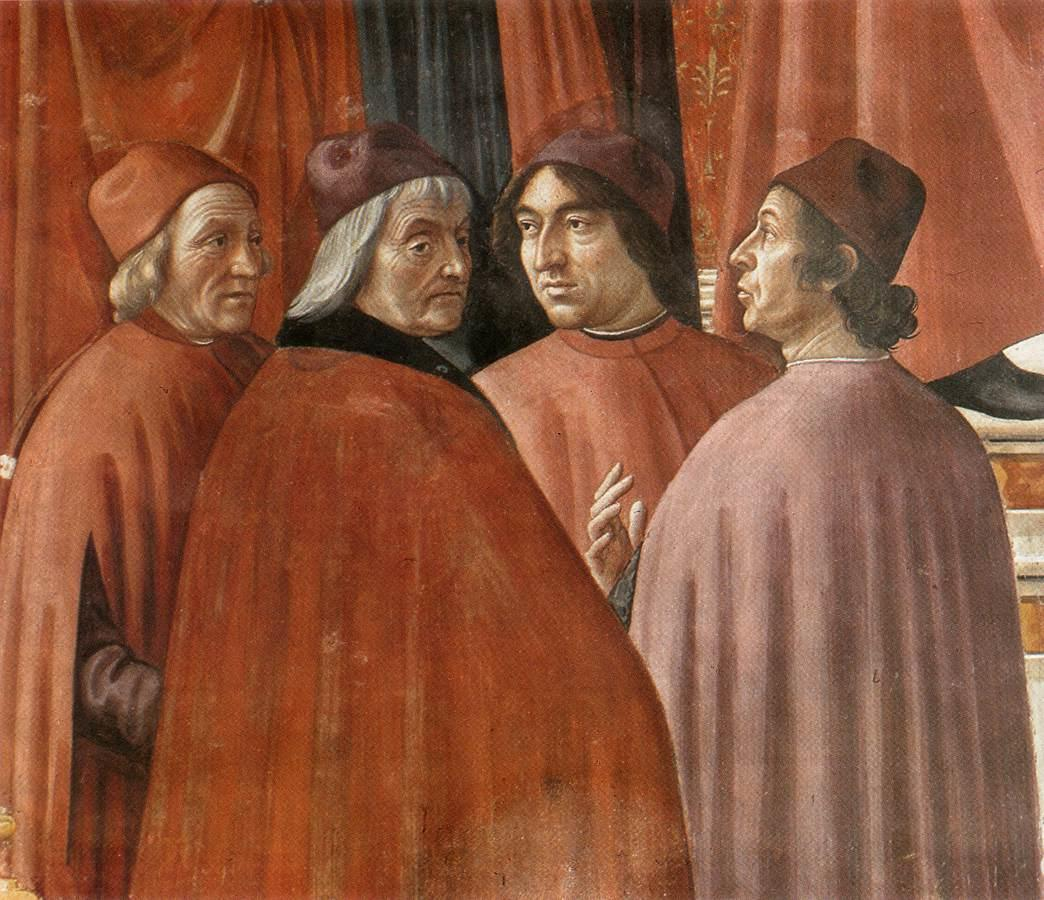
人文主義者たち。古典古代への憧れが人文主義を育み、数多くの学者や著作家を生み出した。画像はドメニコ・ギルランダイオの「神殿のザカリアス（サンタ・マリア・ノヴェッラ教会トルナブオーニ礼拝堂壁画）」に描かれたマルシリオ・フィチーノら人文主義者たち。

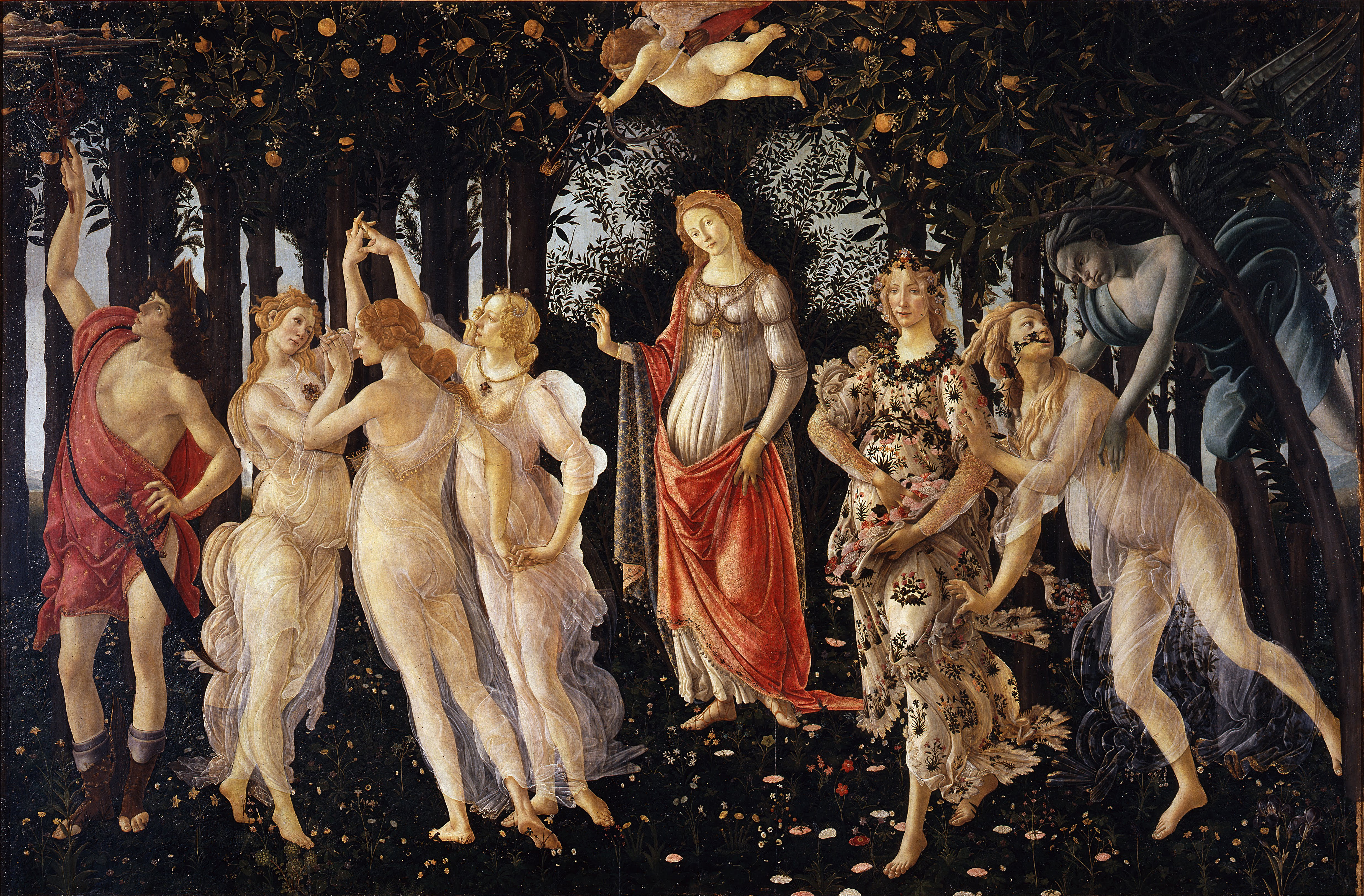
ボッティチェリの「春（プリマヴェーラ）」。メディチ家などの文化支援活動に支えられてルネサンス文化が花開いた。画像の中心の女神は美と愛の女神ウェヌス（ヴィーナス）で、その周囲を多くの神々が取り囲んでいる（ウフィッツィ美術館蔵）。

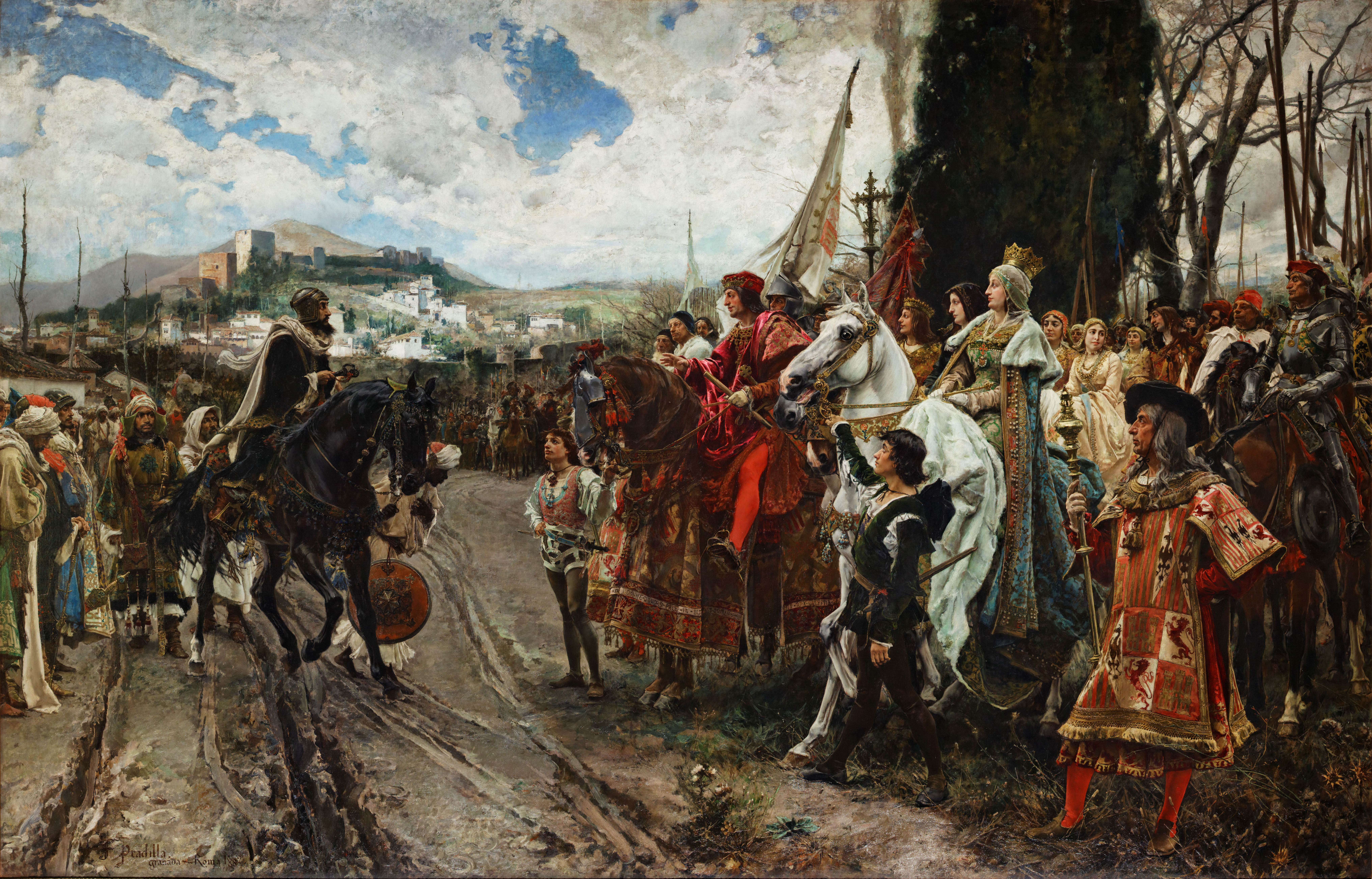
レコンキスタの完了。カトリック両王（カスティーリャ女王イサベルとアラゴン王フェルナンド）によりイベリア半島のイスラム系王朝支配は終わった。画像はフランシスコ・プラディリャ・オルティスの歴史画「グラナダ征服」（スペイン上院蔵）。

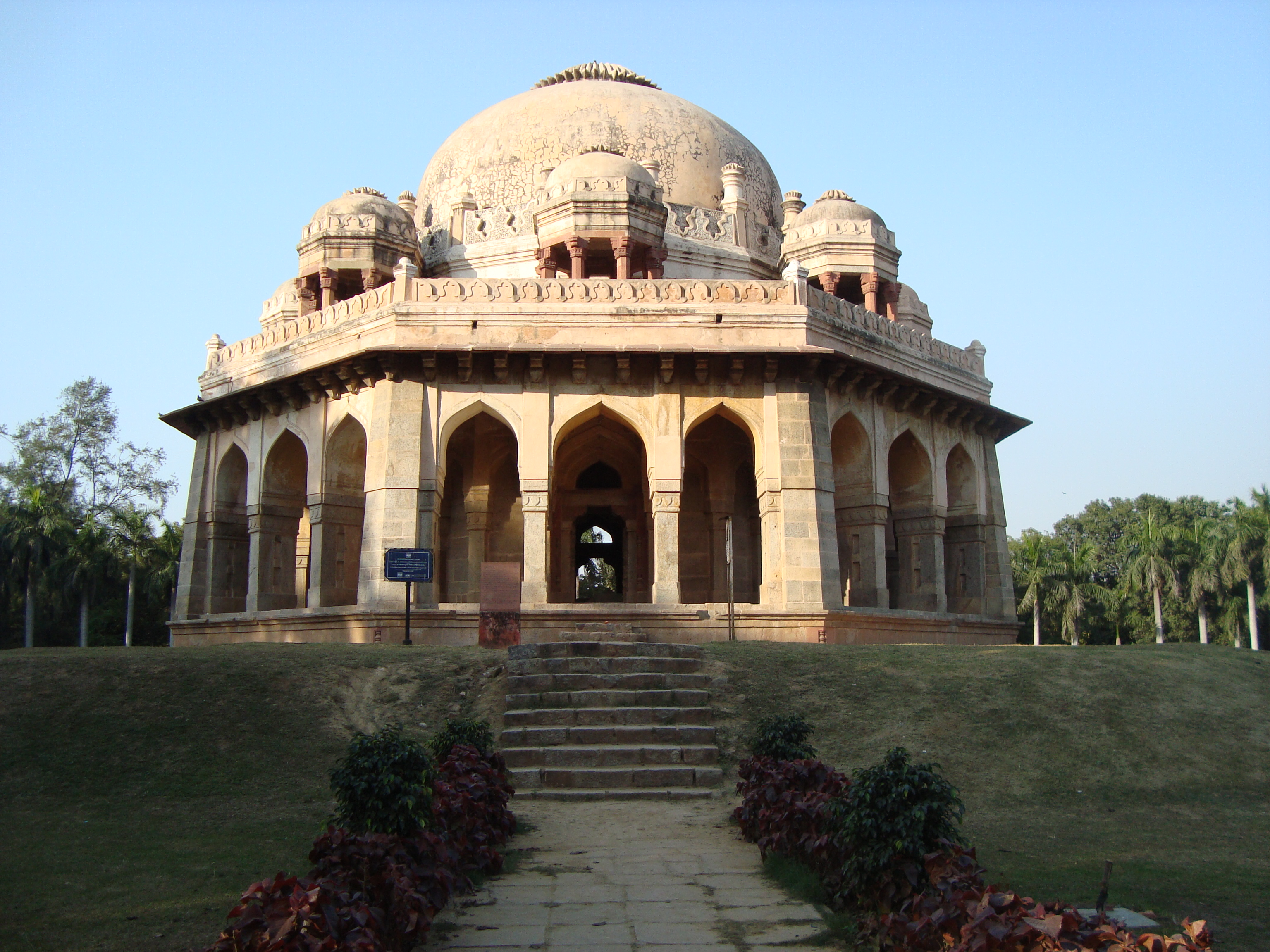
サイイド朝からローディー朝へ。北インドではデリーを中心にイスラム系王朝が続いた。画像はデリーのローディー・ガーデン内にあるサイイド朝の君主ムハンマド・シャーの霊廟。この公園の敷地にはローディー朝君主たちの霊廟もある。

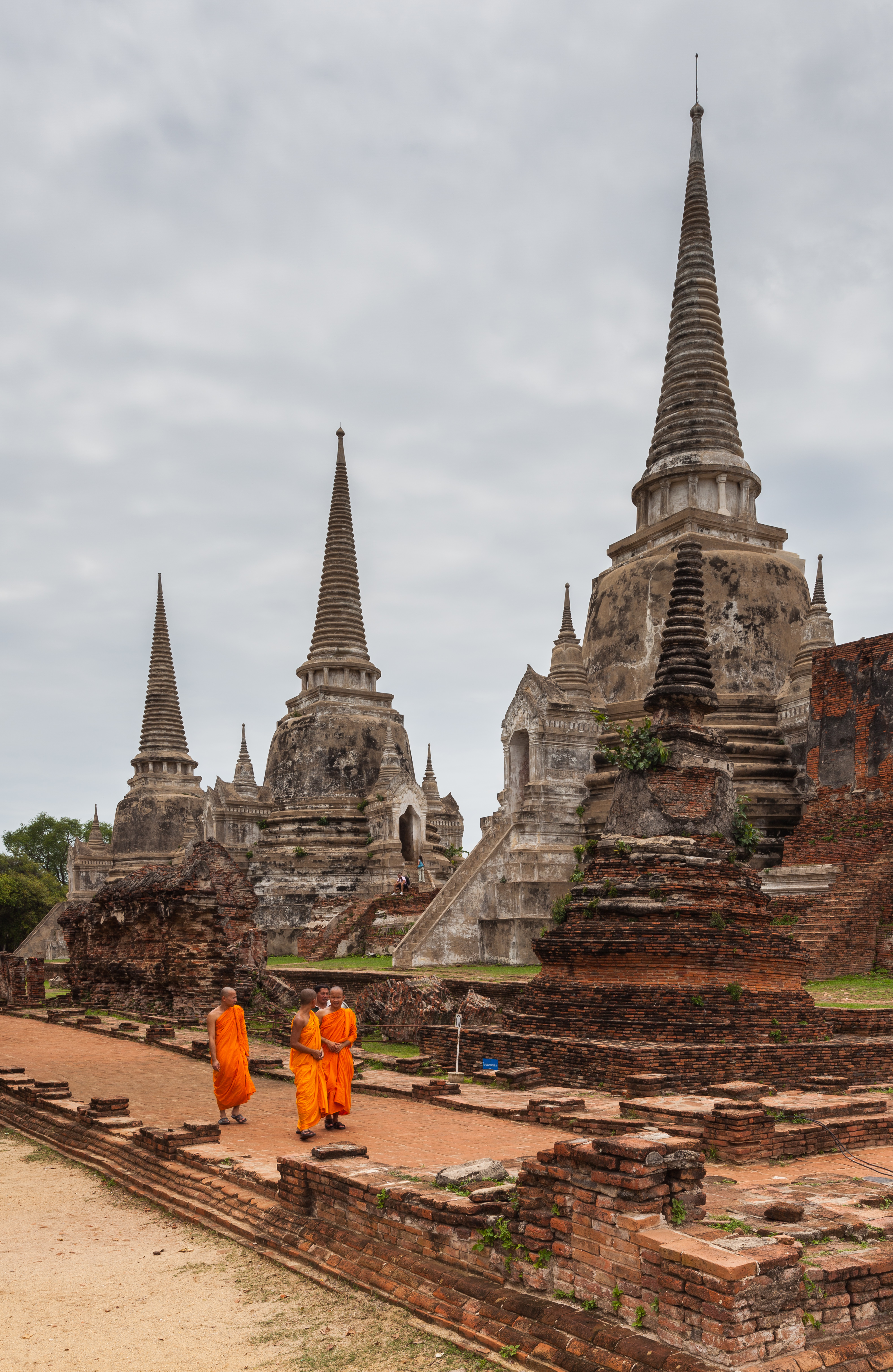
アユタヤ朝の発展。スコータイ朝に代わりタイを支配したアユタヤ朝は上座部仏教を保護し東南アジアでも有数の国家となっていた。画像はアユタヤに残るワット・プラ・シーサンペットで、1448年にボーロマトライローカナート王により建立された寺院である。

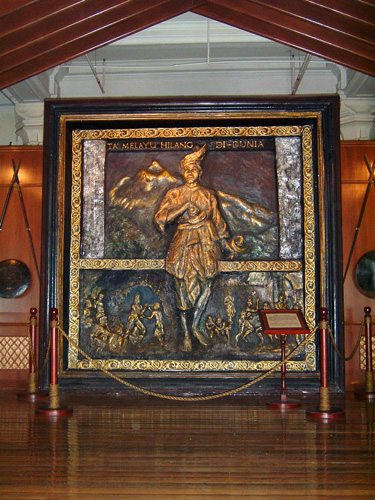
マラッカ王国と大交易時代。中国の明や東南アジア諸国そしてポルトガルを惹きつけたのがこの時代随一の港市国家となったマラッカである。画像はマラッカ王国のスルタン・マンスール･シャーに仕え、この国の黄金時代を支えたマレー人の国民的英雄ハン・トゥアのブロンズ像。

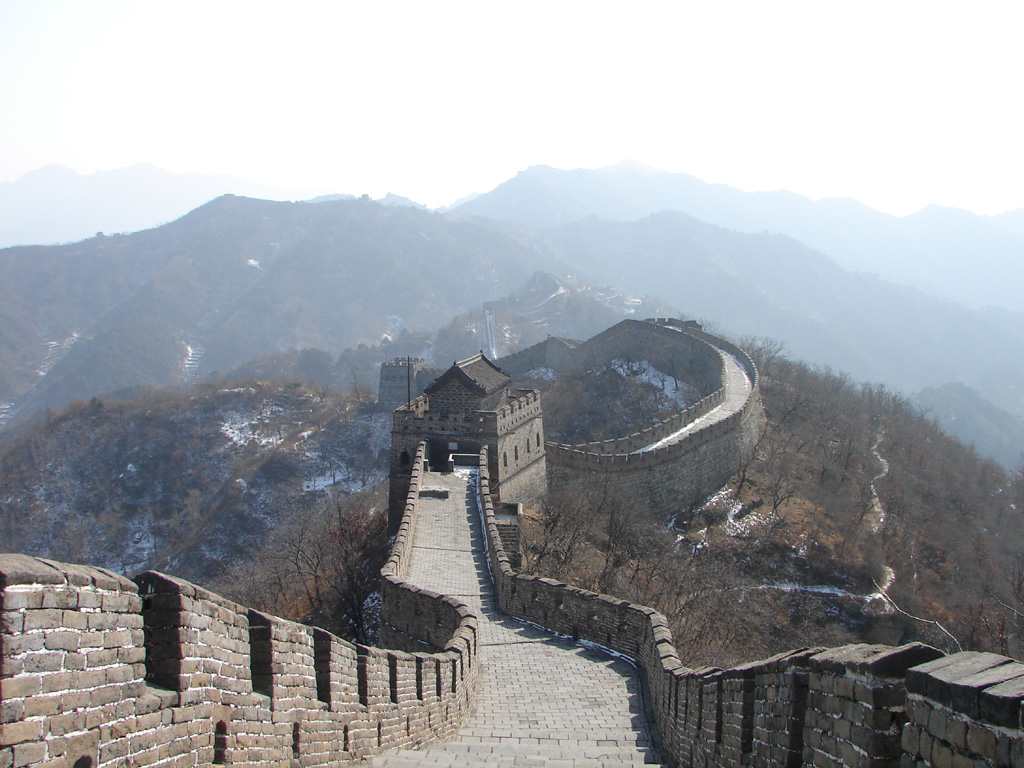
万里の長城。モンゴル人を漠北に追い払ってからもその侵入に備え明代には長城が幾度となく修復・増築を繰り返されていた。画像は1404年に「慕田峪長城」と名付けられた長城で北京市の北東に位置するもの。

明の永楽帝。靖難の変により甥の建文帝から帝位を奪うと都を根拠地の北京に定めた。漠北への五度の親征や、宦官鄭和を派遣しての南海大遠征を通じて明の威光を周辺諸国に知らしめた傑出した君主であった。

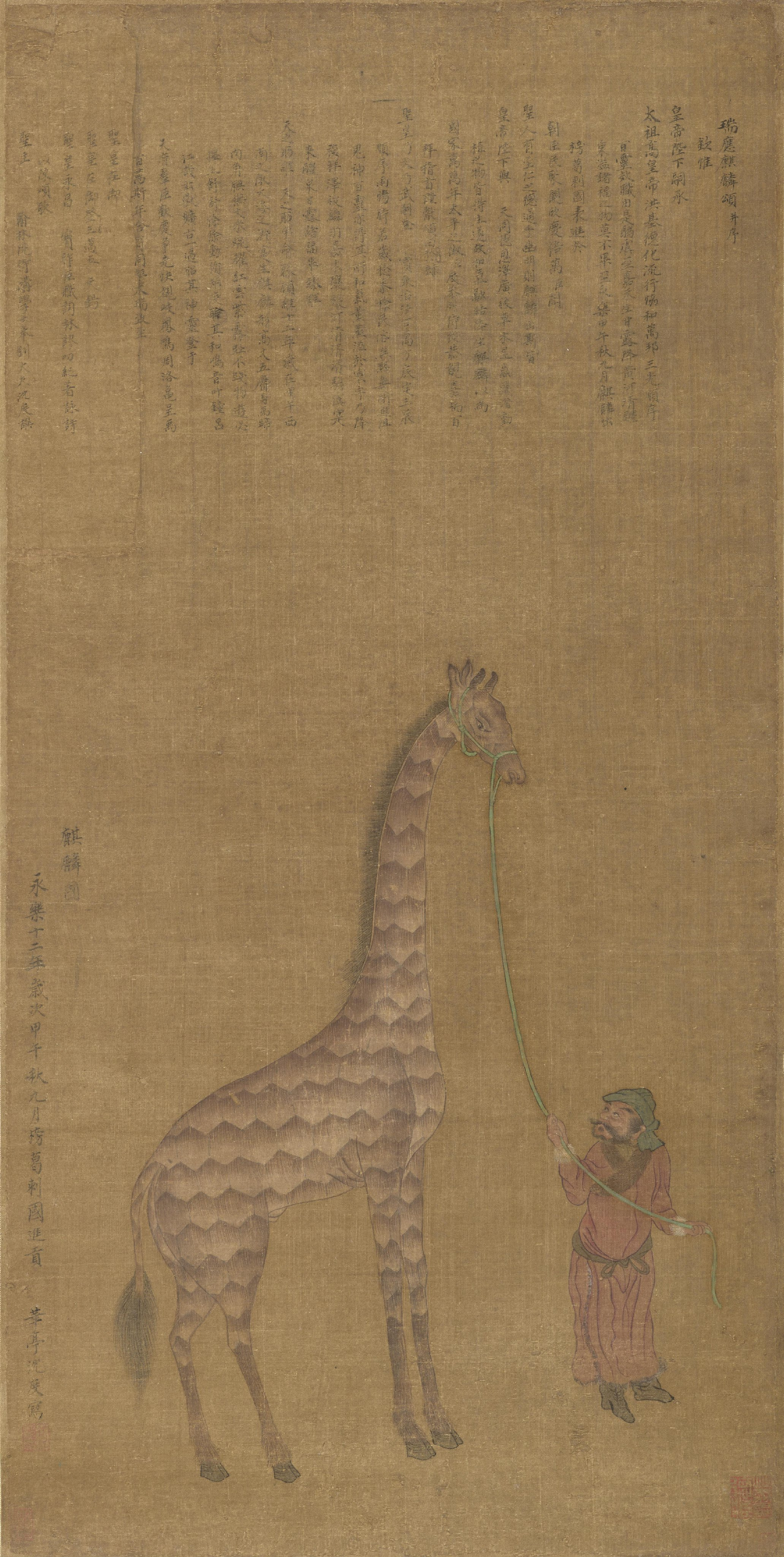
鄭和の南海大遠征。永楽帝は明の国威を示すため、大艦隊をインド洋沿岸に派遣した。画像はベンガルから朝貢されたキリンを描いた「瑞応麒麟図」。

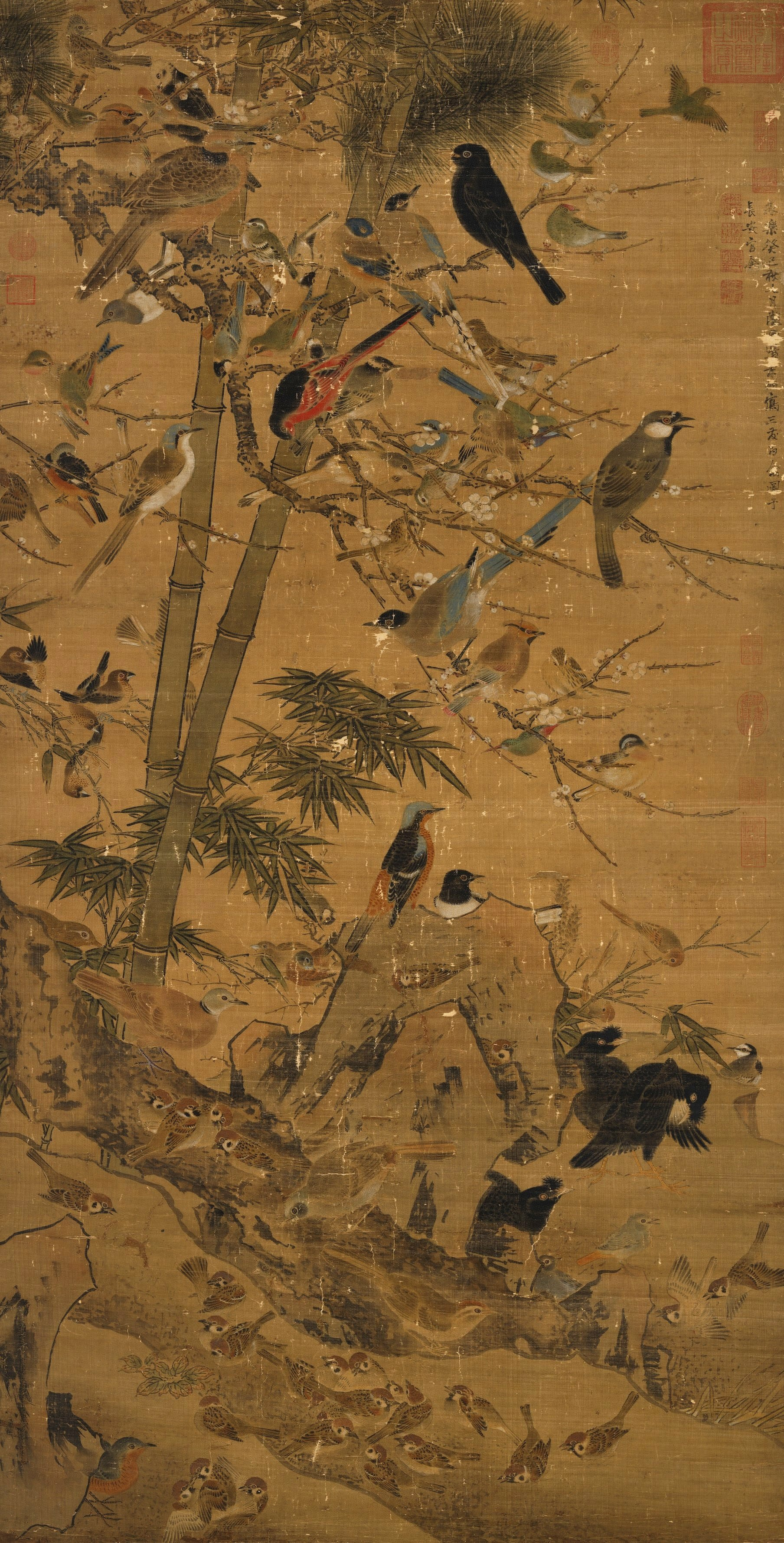
明代の宮廷画家たち。明の初期には宮廷画家が画壇の中心となり、写実的な巧緻さを保ちつつ絢爛で装飾的な画風を確立した。画像は1413年に描かれた辺文進の「三友百禽図」（台湾故宮博物院蔵）。

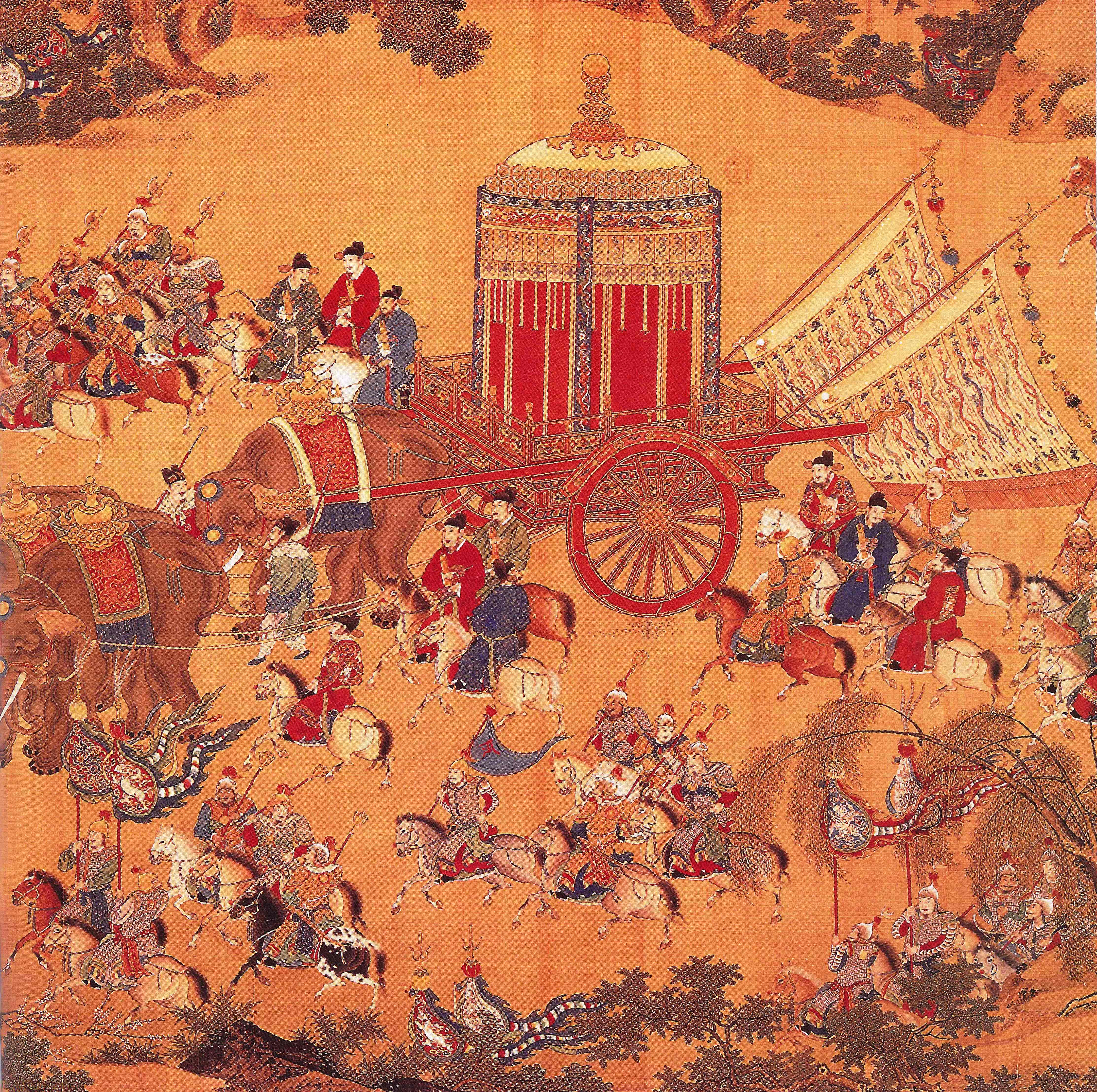
「仁宣の治」。明は仁宗洪熙帝と続く宣宗宣徳帝の時代に安定期を迎えた。画像は明の宣宗宣徳帝の入城を描いたもの（台北国立故宮博物院蔵）。

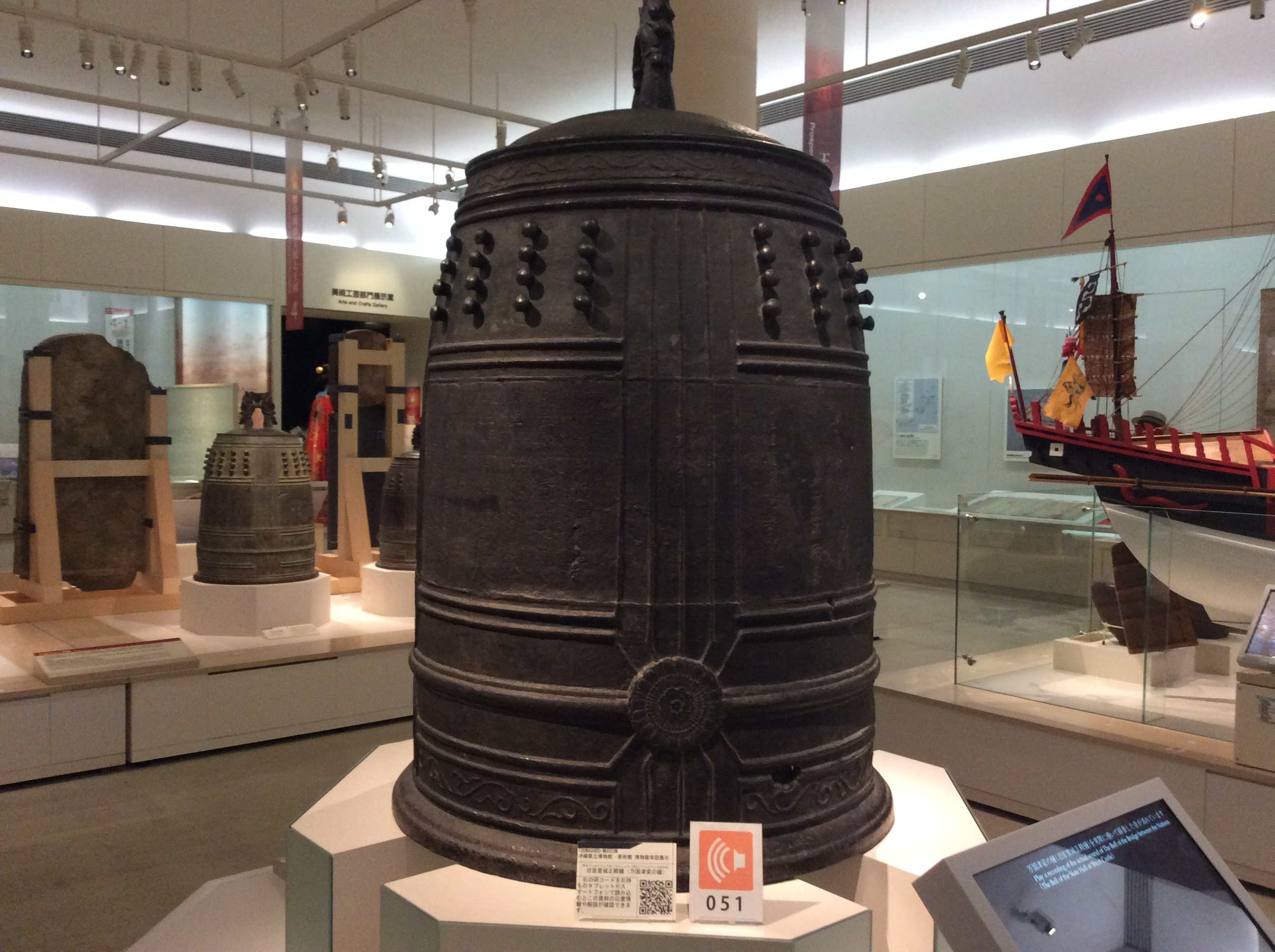
万国津梁の鐘。1458年に琉球王国の尚泰久王が鋳造させた釣鐘で、「舟楫を以て万国の津梁となす」と刻まれた銘文は海洋国家琉球の気概を示すものとして名高い。現在は沖縄県立博物館・美術館に展示されている。

如拙「瓢鮎図」。禅宗の流入は「五山文学」や「舶来唐物」などを通じて室町時代の文化に大きな影響を与えた。この「瓢鮎図」も将軍足利義持の命で描かれた水墨画で数多くの禅僧の画讃がつけられている。京都妙心寺塔頭退蔵院の所蔵。

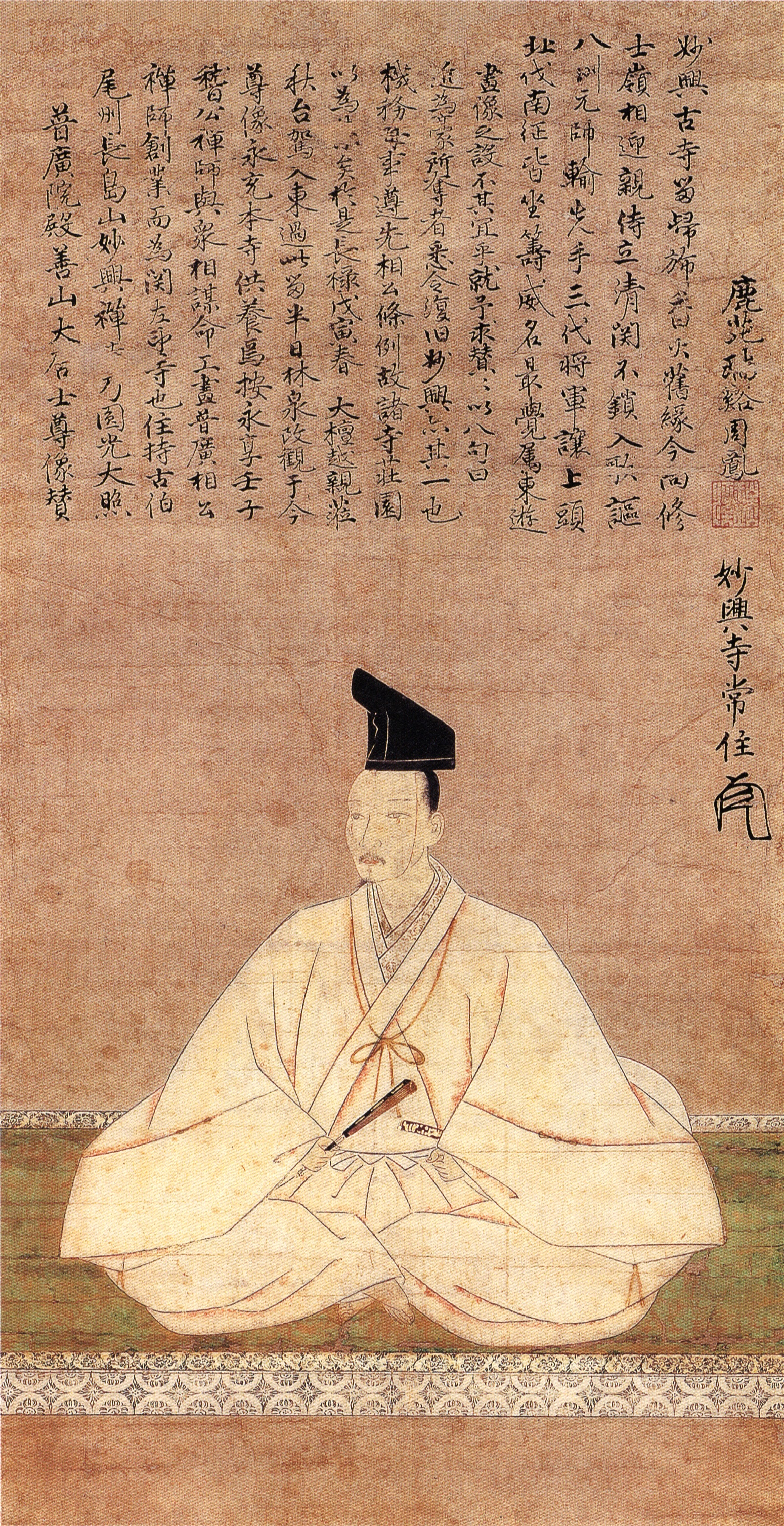
「万人恐怖」。籤引きにより六代将軍に選ばれた足利義教は強権的な政治を行い「万人恐怖」と恐懼された。しかしそれが仇となって赤松満祐による嘉吉の乱で非業の死を迎えることになる。画像は愛知県妙興寺にある将軍義教の肖像画。

慈照寺銀閣。室町将軍足利義政は応仁の乱を引き起こすなど政治的才覚に欠けたが、東山山荘に隠棲してわびさびの文化を極めた。将軍義政が賞翫した蒐集品は「東山御物」として珍重されることになる。

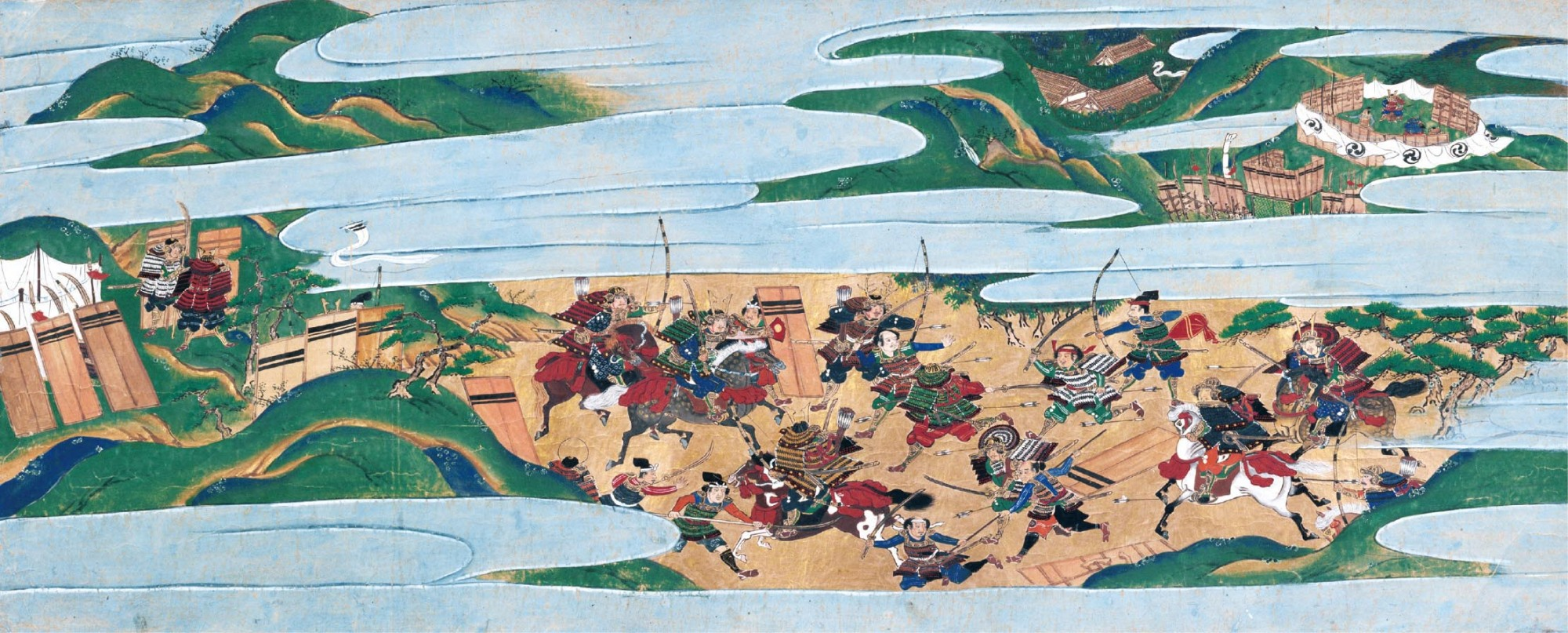
応仁の乱。将軍後継をめぐる守護大名の争いで京都の町は焦土と化した。以後足利将軍の権威は衰え下剋上の時代へと進むことになる。画像は応仁の乱を描いた「紙本著色真如堂縁起」（真正極楽寺蔵）。

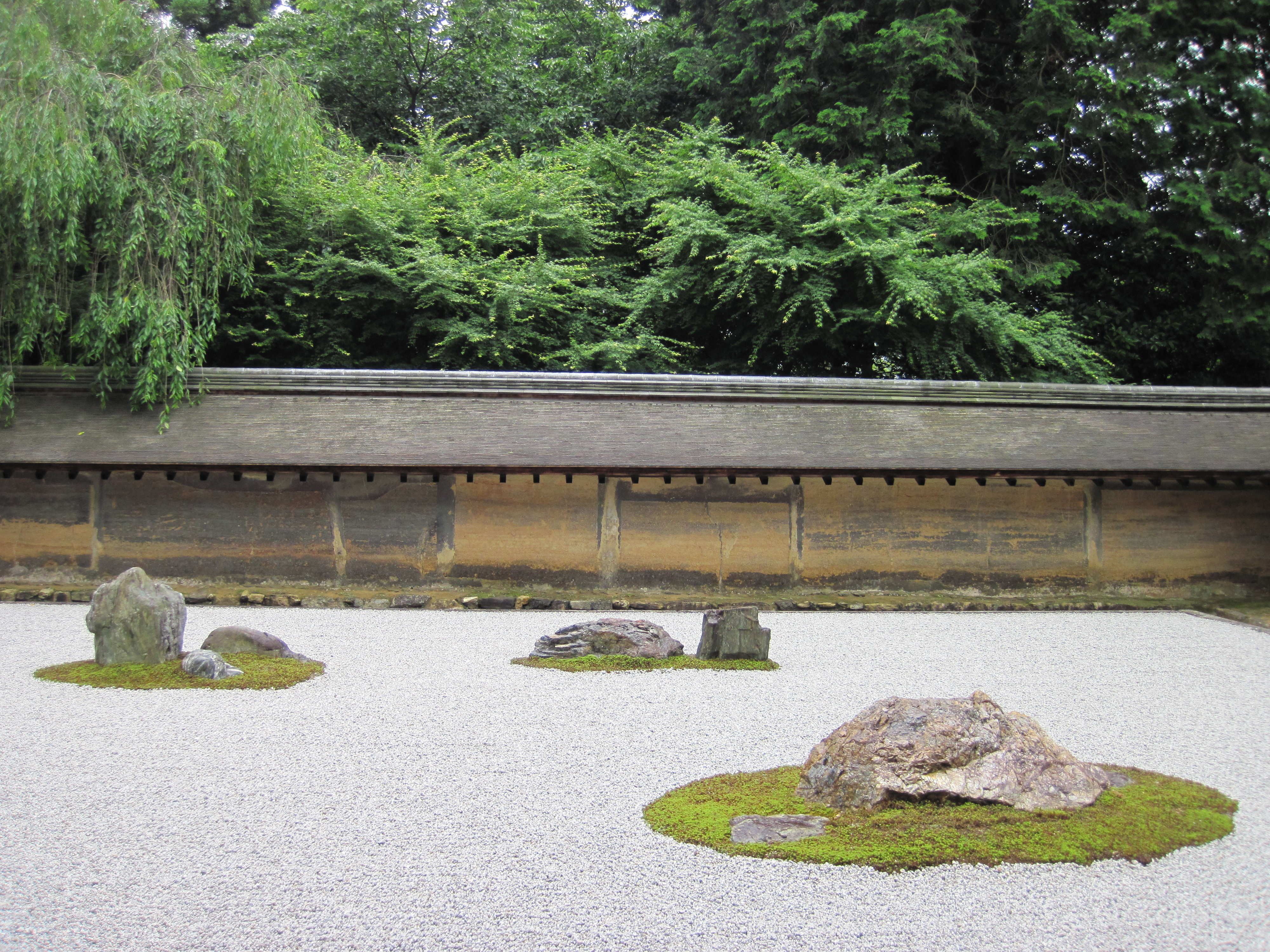
枯山水の庭。応仁の乱で東軍の総帥を務めた管領細川勝元は深く禅宗に帰依し、1450年に京都北西衣笠山山麓に創建したのが竜安寺である。この方丈庭園は禅の思想に基づくもので、1500年頃までに現在の形になったと伝える。

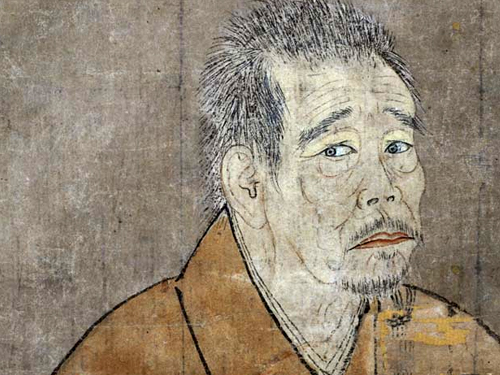
一休宗純。後小松天皇の落胤との出自に加え、五山の禅風に対する苛烈な批判精神と奇行で、一休宗純はこの時代きっての禅者として評価が高い。詩文を能くし『狂雲集』などでも有名である。画像は東京国立博物館所蔵の一休宗純の頂相。

15世紀（じゅうごせいき）とは、西暦1401年から西暦1500年までの100年間を指す世紀。

## 15世紀の歴史

### 世界
ヨーロッパでは1453年、オスマン帝国により東ローマ帝国が滅ぼされ、古代から続いてきたローマ帝国は完全に滅亡した（これを以て「中世の終わり」とする場合がある）。オスマン帝国の勢力が拡大し地中海の交易を支配すると、15世紀中頃から新たな交易ルートの開拓を目指して、ポルトガル・スペインを中心に航海ブームが起き、大航海時代に突入した。1492年、クリストファー・コロンブスがアメリカ大陸に到達すると大きな転機となり、ヨーロッパ諸国はしのぎを削って新大陸への進出を開始することとなる。
またフィレンツェ・ミラノ・ヴェネツィア・ローマ・ナポリの連携によるローディの和約はイタリア半島の安定をもたらし、哲学・科学・芸術などにおけるルネサンス文化は各地で発展が見られた。その影響はアルプス以北の西ヨーロッパ諸国にも及び北方ルネサンスが形成された（イタリア・ルネサンス年表も参照のこと）。
石炭がエネルギー源、暖房用として大変重要になった。

### 日本
室町時代の中期にあたる。応仁の乱（1467年）、または明応の政変（1493年）以後は戦国時代に区分される場合もある。戦国時代には室町幕府権力の著しい低下、幕府と守護の体制の崩壊などにより、戦国大名の乱立が起き全国動乱の時代に突入した。この動乱は約1世紀に渡り続くことになる。

## できごと

### 1400年代
- 1401年
  - 足利義満により土御門内裏（土御門東洞院殿）の修繕拡張が始まり、諸国に造内裏段銭を課する。
  - 足利義満が肥富某・僧祖阿らを明に派遣する。足利義満が李氏朝鮮に使いを派遣する。
  - 李氏朝鮮の太宗が中国の明より朝鮮国王として冊封を授かり、王を名乗る事を正式に認められる。
  - ティムールのダマスカス占領・バグダード占領。
    - ダマスカスとの和平交渉でティムールと歴史家イブン・ハルドゥーンが会見。

  - フィレンツェのサン・ジョヴァンニ洗礼堂青銅扉の作成競技でギベルティが優勝する。
  - セビリア大聖堂の建設始まる（ - 1519年）。
- 1402年
  - アンカラの戦いでティムールがオスマン帝国のバヤズィト1世を破る。
  - 明の燕王が建文帝を倒して第3代成祖永楽帝として即位。
    - 永楽帝は建文帝側についた斉泰・黄子澄・方孝孺とその一族を誅殺（壬午殉難）。

  - 足利義満が中国の明より日本国王として冊封を授かり、王を名乗る事を正式に認められる。
  - スマトラ島のシュリーヴィジャヤ王室のパラメスワラ（英語版）王子がマラッカ王国を建国。
  - 佐敷按司の尚巴志が近隣の大按司である島添大里按司の屋富祖大親（汪英紫の三男）を滅ぼす。
- 1403年
  - 明の永楽帝が北平を都に定め北京（順天府）と改称。
  - フランス軍に包囲され対立教皇ベネディクトゥス13世がアヴィニョンを退去。
- 1404年
  - 明の永楽帝が中山王武寧に冊封使を遣わす。
  - 日明貿易（勘合貿易）始まる。
  - カスティーリャの外交官ルイ・ゴンザレス・デ・クラビホがサマルカンドのティムールを訪問する。
- 1405年
  - 明への遠征途上のオトラルでティムールが病没。
  - 明の成祖永楽帝の命による鄭和の第1回南海大遠征（英語版）（ - 1407年）。
  - ヴェネツィアがパドヴァを併合する。
- 1406年
  - ベトナムの胡朝が崩壊し明へ下る。
  - 紫禁城の建設始まる。
  - 中山侵攻で中山王武寧を倒した尚巴志が父の尚思紹を王位に就ける（第一尚氏王統の成立）。
- 1407年
  - パリでオルレアン公ルイがブルゴーニュ公ジャン（無畏公）の配下によって暗殺される。
  - 鄭和の艦隊がインドのコーリコード(カリカット)に到着する。
  - 足利義満正室日野康子（後小松天皇准母）が准三宮となり、女院（北山院）となる。
  - 朝鮮で太宗の仏教弾圧（斥仏揚儒）。
- 1408年
  - 「永楽大典」が成立する。
  - 足利義満死去。朝廷から「太上天皇」の尊号を贈られるが、幕府はこれを辞退。
- 1409年
  - ピサ教会会議。
  - ツォンカパによりガンデン寺が創建される。
  - プラハ大学のチェコ人優遇策に反発したドイツ人教員・学生が辞職。
    - これら教員・学生を受け入れるためにマイセン辺境伯フリードリヒ4世がライプツィヒ大学を創建。

### 1410年代
- 1410年
  - グルンヴァルド（タンネンベルク）の戦い、ポーランド王国がドイツ騎士団を破る。
  - 鄭和の艦隊とセイロンのライガマ王国軍が交戦、鄭和は国王アラカイスワラらを捕虜とする。
  - 明の永楽帝の第一回モンゴル親征に勝利し、オルジェイ・テムルを処刑し、アルクタイを降伏させる。
    - 以後、永楽帝自らによる5回にわたる攻撃が断続的になされる（五出三犂）。

  - 南禅寺で太白真玄等十四名賛「芭蕉夜雨図（東京国立博物館蔵）」が描かれる。
- 1411年
  - 将軍足利義持が明使の入京拒否し国交断絶（ - 1432年）。
  - グジャラート・スルターン朝のアフマド・シャー1世がアフマダーバードを都に定める。
- 1412年
  - 後小松天皇が譲位し、第101代称光天皇が即位。
  - ローマ派の教皇グレゴリウス12世がリミニに逃亡。
  - カスペの妥協。
- 1413年
  - アムール川河口の奴児干（ヌルガン）に派遣された明の女真人宦官亦失哈（イシハ）が石碑「奴児干永寧寺碑記」を建てる。
  - パリでカボシュの反乱（フランス語版）。
  - 達勃期が3代目南山王・汪応祖を滅ぼし、4代南山王となるも他魯毎に滅ぼされる。
- 1414年
  - コンスタンツ公会議始まる（ - 1418年）。
  - イングランドでオールドカースルの乱。
  - マラッカ王国でイスカンダル・シャー（英語版）が即位。この時期までにマラッカ王国はイスラム教に改宗する。
- 1415年 
  - アジャンクールの戦い。
  - ポルトガルのセウタ攻略。
  - 宗教改革者ヤン・フスの火刑。
  - ホーエンツォレルン家のフリードリヒ1世が世襲のブランデンブルク選帝侯位を獲得。
  - コンスタンツ公会議で法令「ハエク・サンクタ・シノドス（英語版）」「フレクエンス（英語版）」が出される。
  - 鄭和の艦隊がホルムズに到着。
  - 明で『四書大全』『五経大全』『性理大全』が成立する。
- 1415年以前
  - 如拙の「瓢鮎図（妙心寺塔頭退蔵院蔵）」が描かれる。
- 1416年
  - エンリケ航海王子がサグレス一帯に「王子の村」を建設し航海学校を開設。
  - サヴォイア公国が成立。
  - 京都の北山大塔が落雷で炎上する。
  - 上杉禅秀の乱。
  - 尚巴志の北山侵攻により北山王国滅亡。
- 1417年
  - イングランドでロラード派のジョン・オールドカースルが処刑される。
  - コンスタンツ公会議で新教皇にマルティヌス5世を選出。
  - ポッジョ・ブラッチョリーニがドイツのフルダ修道院にて古代ローマの著作家ルクレティウスの『物の本質について』を発見する。
  - デンマーク王エーリク7世がロスキレ司教からコペンハーゲン城塞の所有権を獲得する。
- 1418年
  - 鄭和の艦隊の分団が東アフリカのマリンディに到達。
  - 将軍足利義持の弟義嗣が謀反の疑いで殺害される。
  - ブルゴーニュ派のパリ制圧、アルマニャック派は王太子シャルルとともにパリから逃亡。
- 1419年
  - 応永の外寇。
  - ポルトガルのマデイラ諸島発見。
  - モントロー会議で、ブルゴーニュ公ジャンが暗殺される（英語版）。
    - フィリップがブルゴーニュ公を継ぎ、宮廷はディジョンからブリュッセルに遷される。

  - 第一次プラハ窓外投擲事件によりフス戦争が勃発（ - 1439年）。

### 1420年代
- 1420年 
  - トロワ条約の締結。
    - イングランド王ヘンリー5世のフランス王位継承権が認められ、フランス王太子シャルルの王位継承権が否定される。

  - ティムール朝ギヤースッディーン・ナッカーシュの遣明使節団が永楽帝に会見する。
  - 明で宦官による特務警察の東廠が設置される。北京に天壇が設置される。
- 1421年 
  - 明の永楽帝が北平を北京と改名し正式に遷都する。
  - 尚巴志王が中山王に就く。
- 1422年
  - 雲南地方で麓川の乱。
  - イングランド王ヘンリー5世と、フランス王シャルル6世が相次いで死去。
    - イングランド王ヘンリー6世が、イングランド・フランス共通の君主に選出される。

  - アスカーニエン家が断絶し、ヴェッティン家のフリードリヒ1世がザクセン選帝侯を継承。
  - ロマの集団がイタリアのボローニャに出現する。
  - 護佐丸が座喜味城の築城を完成する。
- 1423年
  - 足利義量が室町幕府第5代将軍となる。
  - 世宗が朝鮮最初の銅銭「朝鮮通宝（英語版）」の鋳造を開始。
- 1424年
  - 明の洪熙帝が第4代皇帝に即位。
  - 朝鮮で世宗の仏教弾圧（斥仏揚儒の始まり）。
- 1425年
  - 明の宣徳帝が第5代皇帝に即位。
  - 将軍足利義量が死去、先代将軍であり父の足利義持が職務を代行。
- 1426年
  - 明の宣徳帝の叔父漢王朱高煦が反乱を起こすが鎮圧される。
  - イングランドで棍棒議会。ボーフォート枢機卿がローマに亡命。
- 1428年
  - 足利義持死去、弟の青蓮院門跡義円が足利義宣と還俗し将軍候補に内定する（籤引き将軍）。
  - 称光天皇が死去し、伏見宮家から第102代後花園天皇が即位。伊勢国司北畠満雅の乱。
  - 正長の土一揆（柳生の徳政碑文が刻まれる）。
  - ベトナムのドンドー（東都、現ハノイ）にて黎利が黎朝を建国。
- 1429年 
  - 足利義宣が改名し、足利義教として、室町幕府第6代将軍となる。
  - 大和永享の乱。
  - 中山王尚巴志が南山王国の他魯毎を滅ぼし、三山統一して琉球王国が成立する。
  - ティムール朝君主ウルグ・ベクがサマルカンドに天文台を建設。
  - ジャンヌ・ダルクがシノン城に出現、オルレアンを解放し、パテーの戦いに勝利。ランス大聖堂にてフランス王シャルル7世の戴冠。

### 1430年代
- 1430年 
  - コンピエーニュ包囲戦で、ジャンヌ・ダルクが捕虜となる。
  - ブルゴーニュ公フィリップにより金羊毛騎士団が設立される。
- 1431年
  - バーゼル公会議。
  - アゾレス諸島発見。
  - ルーアンにてジャンヌ・ダルクが処刑される。
  - アユタヤ朝によりクメール朝の都アンコールが陥落する。
  - 但馬守護山名宗全が配下の太田垣光景に命じて竹田城を築かせる。
- 1432年
  - ファン・エイク兄弟によるヘントの祭壇画が完成する。
  - 鄭和の艦隊の分団がラスール朝支配のアデンからメッカに到達。
  - 足利義教により宣徳条約が結ばれ、日明貿易が復活する。
  - 関東管領上杉憲実が足利学校を再興する。
- 1433年
  - 永享の山門騒乱が起こる（ - 1435年）。
- 1434年
  - コジモ・デ・メディチがフィレンツェにおける支配権を確立（ - 1494年）。
  - リパニの戦いで、ウトラキスト(穏健派フス派)が、ターボル派（過激派フス派）を破り、ボヘミアが統一される。
  - ジル・エアネス率いるポルトガル艦隊がボハドル岬（英語版）（ボジャドル岬）を通過。
  - 世阿弥が佐渡島に流される。
- 1435年
  - スウェーデンのアルボガでエンゲルブレクト・エンゲルブレクトソンが身分制議会を開催。
    - デンマーク支配に反発し、スウェーデンは一時的にカルマル同盟を脱する。

  - アラスの和約でフランス王とブルゴーニュ公が和解。
  - ナポリ女王ジョヴァンナ2世死去により、アンジュー王家とアラゴン王家が王位を争う。
  - 明の英宗正統帝が第6代皇帝に即位。
- 1436年
  - フィレンツェのサンタ・マリア・デル・フィオーレ大聖堂が奉献される。
  - シャルル7世率いるフランス軍がパリをイングランド軍から奪回する。
- 1437年
  - フェラーラ公会議。
  - 神聖ローマ皇帝ジギスムントが死去し、ルクセンブルク家が断絶。
    - ハプスブルク家出身の娘婿アルプレヒト2世がローマ王（ドイツ王）となる。

  - ポルトガル王ドゥアルテ1世のタンジェ遠征。
    - フェズのワッタース家のアブー・ザカリヤーに撃退され、王弟フェルナンドが捕虜となる。
- 1438年
  - パチャクテクがサパ・インカ（皇帝）として即位し、クスコ王国はインカ帝国に再編される。
- 1439年 
  - フィレンツェ公会議。
  - フランス議会がブールジュの国本勅諚（フランス語版）を採択。
  - グロトニキの戦い（英語版）で、ポーランド軍がフス派残党を壊滅させ、フス戦争終結。
  - 二十一代集の最後にあたる勅撰和歌集『新続古今和歌集』が成立する。

### 1440年代
- 1440年
  - 結城合戦。
  - 日蓮宗の僧日親が将軍足利義教に投獄され、本法寺が破却される。
  - 人文主義者ロレンツォ・ヴァッラが『「コンスタンティヌスの寄進状」を論ず』を執筆。
  - ニコラウス・クザーヌスが『学識ある無知（英語版）』を執筆。
  - フランスでプラグリーの乱。
  - イングランドのイートン・カレッジが創設される。
  - 尚忠王が琉球国中山王に即位。
  - 護佐丸が中城城に移封になる。
- 1441年
  - 赤松満祐により将軍足利義教が殺害され、嘉吉の乱が勃発。
  - 嘉吉の徳政一揆。
  - ポルトガル艦隊がブランコ岬（モーリタニア）（ポルトガル語版）に到達。
- 1442年
  - 足利義勝が室町幕府第7代将軍となる。
  - アラゴン王アルフォンソ5世がルネ・ダンジューを追放し、ナポリ王となり以後定住する。
    - シチリアの晩祷事件（1282年）以来分裂していたナポリ王国とシチリア王国が一旦統一される。

  - ビスカヤ地方のドゥランゴでフランシスコ会士アロンソ・デ・メリャらによる異端運動が発生（ドゥランゴの異端（スペイン語版） - 1444年)。
- 1443年
  - 禁闕の変。
  - 朝鮮通信使の書状官として申叔舟が日本へ渡り、嘉吉条約（癸亥約条）が結ばれる。
- 1444年
  - ヴァルナの戦い。
  - ポルトガル艦隊がセネガル川とヴェルデ岬に到達。
- 1445年
  - ヴェネツィアがフリウーリ地方を征服し、アクイレイア総大司教の世俗領を支配下に置く。
  - 尚思達王が琉球国中山王に即位。
- 1446年
  - 朝鮮の世宗のもとで「訓民正音」が公布される。
- 1448年
  - 鄧茂七の乱。
  - 教皇ニコラウス5世によりヴァティカン図書館が創設される。
  - 東西教会合同に反対したロシア教会会議がモスクワ府主教にイオナ（府主教）（英語版）を選出。
    - ロシア正教会がコンスタンティノポリス教会から事実上の独立を果たす。

  - ブランデンブルク選帝侯がブランデンブルクからベルリンに居城を遷す。
- 1447年
  - 尚思達王の命を受けて布里王子が奄美大島を征服。
- 1449年
  - 明で土木の変。
    - 皇帝英宗正統帝がオイラトのエセン・ハーンの捕虜となる。
    - 景泰帝が第7代皇帝に即位。于謙らが北京防衛戦（中国語版）でエセンを撃退。

  - ティムール朝の君主ウルグ・ベクが暗殺される。
  - 足利義政が室町幕府第8代将軍となる。足利成氏が鎌倉公方となる（1447年説あり）。

### 1450年代
- 1450年頃
  - コイルばねが発明される。この部品のおかげで後に懐中時計が発明された。[2]
- 1450年
  - フランチェスコ・スフォルツァがミラノ公となる。
  - フォルミニーの戦いで、フランス軍がイングランド軍を破り、ノルマンディー地方を奪回。
  - 尚金福王が琉球国中山王に即位。
  - 芥隠承琥が琉球王国に渡来。
- 1451年
  - この年までに鄭和の南海遠征を記録した馬歓の『瀛涯勝覧』がまとめられる。
  - グラスゴー大学の創設。
  - 尚金福王の命を受け懐機が那覇から沖縄本島の安里川側までの間に「長虹堤」と呼ばれる長さ1kmに及ぶ堤道を建設させる。
- 1452年
  - ローマで神聖ローマ皇帝フリードリヒ3世の戴冠式と結婚式（ローマで行われた神聖ローマ皇帝の最後の戴冠式）。
- 1452年 - 1453年
  - 南太平洋のバヌアツ・シェパード諸島のクワエ海底火山の爆発。
- 1453年
  - オスマン帝国によるコンスタンティノポリスの陥落。
    - 皇帝コンスタンティノス11世の戦死により、パレオロゴス朝東ローマ帝国滅亡。
    - オスマン帝国君主メフメト2世がエディルネからコンスタンティノポリスへ遷都。
    - ハギア・ソフィア聖堂がモスクに転用される。

  - カスティヨンの戦いでイングランド軍が敗北。
    - ボルドーがフランス軍に帰順し、フランスの勝利で英仏百年戦争が終結。
    - イングランドの大陸領土はカレーに限定される。イングランド国王ヘンリ6世が発狂する。

  - エセン・ハーンがモンゴルのハーンとして即位するが、反発が強く翌1454年に殺害される。
  - 首里城で王位継承争い志魯・布里の乱が勃発。
- 1454年
  - 享徳の土一揆が徳政を要求する。
  - ローディの和で、イタリアの五大国による和平協定が結ばれる。
  - ブルゴーニュ公フィリップがリールにて「雉の誓いの祝宴」を行う。
  - 尚泰久王が琉球国中山王に即位する。
- 1455年
  - イングランドで、ヨーク家とランカスター家による王位争い（薔薇戦争）始まる。
  - ヨハネス・グーテンベルクが活版印刷で聖書を印刷（グーテンベルク聖書）。
  - 鎌倉公方足利成氏に関東管領上杉憲忠が謀殺され、享徳の乱が起こる（ - 1483年）。
    - 上杉派の今川範忠が鎌倉を占領、追われた足利成氏が鎌倉から古河に本拠を移す（古河公方）。
    - 畿内に先行して関東における戦国時代が始まる。
- 1456年
  - 復権裁判法廷により処刑されたジャンヌ・ダルクの無罪が宣告される。
- 1457年 
  - 明で奪門の変。
    - 景泰帝が廃され、英宗天順帝が第8代皇帝に重祚。于謙が処刑される。

  - 後南朝皇胤の自天王・忠義王が殺害され赤松氏遺臣により神璽が奪回される（長禄の変）。
  - 太田道灌が江戸城を築く。
  - コシャマインの戦い。
  - ドイツ騎士団領の都がマリーエンブルクからケーニヒスベルクへと遷される。
- 1458年
  - 将軍足利義政の異母兄足利政知が伊豆堀越に居を構える（堀越公方）。
  - 護佐丸・阿麻和利の乱。
  - 琉球国王尚泰久が万国津梁の鐘を鋳造させる。
- 1459年
  - マントヴァ教会会議 (1459年)（英語版）で教皇ピウス2世がオスマン帝国に対する十字軍を呼びかける。

### 1460年代
- 1460年
  - ポルトガル艦隊がシエラレオネに到達。
- 1461年
  - 曹欽の乱が鎮圧され、曹吉祥が自殺する。
  - オスマン朝がトレビゾンド帝国を滅ぼす。
  - 寛正の大飢饉。
  - マーチ伯エドワードがイングランド王に選出され（エドワード4世）、ヘンリー6世が廃位される。
  - 尚徳王が琉球国中山王に即位する。
- 1462年
  - 寛正の土一揆。
  - カスティーリャがジブラルタルを占領。
- 1463年
  - 琉球国王尚徳がマラッカ王国に貿易船を派遣。
- 1464年
  - 後花園天皇が譲位し、第103代後土御門天皇が即位。
  - 明の成化帝が第9代皇帝に即位。
- 1465年
  - イスタンブルのトプカプ宮殿が建設される。
  - 足利義政が「蘭奢待」を切り取る。武衛騒動。
- 1466年
  - 文正の政変。
  - 尚徳王が喜界島に侵攻、征服する。
- 1467年
  - 応仁の乱（ - 1477年）。室町幕府が衰退し、戦国時代へ。
    - 上御霊神社の戦い、上京の戦い、東岩倉の戦い、相国寺の戦い。

  - 白羊朝（アク・コユンル）のウズン・ハサンがムシュ平野で奇襲し、黒羊朝（カラ・コユンル）のジャハーン・シャーを倒す。
- 1468年
  - 雪舟が遣明船で明へ渡航する（ - 1469年）。
  - ソンガイ帝国の君主スンニ・アリがトンブクトゥを占領。
  - ブルゴーニュのシャルル突進公によるリエージュの占領と破壊。
- 1469年
  - 琉球でクーデターが起こり金丸が国王尚円となる（第二尚氏王統の成立）。
  - ティムール朝がサマルカンド政権とヘラート政権に分裂する。
  - カスティーリャ王女イサベルとアラゴン王子フェルナンドの結婚。

### 1470年代
- 1470年
  - ウォリック伯とクラレンス公によりヘンリー6世がイングランド王に復位。
    - しかし1年ももたずに政権は崩壊し、翌1471年にヘンリー6世は殺害される。

  - 京極騒乱（ - 1505年）。
- 1471年
  - 応仁の乱で後南朝皇胤の西陣南帝が西軍に擁立され入洛。
  - 蓮如が越前国に吉崎御坊を設立する。東常縁が宗祇に古今伝授を行う。
  - 黎聖宗がチャンパ王国のヴィジャヤ王朝（英語版）を滅ぼし領土を併合する。
  - チャンパ王国の王子シャー・パウ・リン（後のアリ・ムハヤット・シャー）が亡命しスマトラ島にアチェ王国を建国。
- 1472年 
  - モスクワ大公イヴァン3世が東ローマ帝国の皇女ソフィヤと結婚。
    - 東ローマ帝国を継ぐ「モスクワ・第三のローマ説」の起源となる。

  - ワッタース朝フェズ王国が成立する。
- 1473年 
  - 山名宗全と細川勝元が相次いで死去。足利義尚が室町幕府第9代将軍となる。
- 1474年
  - 越前一向一揆。
  - ポルトガル王アフォンソ5世が北アフリカのタンジェとアシラーを征服。
  - イタリア人地理学者トスカネリが地球球体説をもとに西回りの東洋航路をポルトガル王アフォンソ5世に提言する。
- 1475年
  - オスマン帝国がクリム・ハン国を従属させ、クリミア半島のジェノヴァ系植民地を編入する。
- 1476年 
  - 太田道灌が江戸貝塚青松寺を開創。
  - 北小路室町の足利将軍邸「花の御所」が全焼する。将軍義尚や母の富子らは小川御所へ遷る。
  - 能阿弥版『君台観左右帳記』（『群書類従』所収）が大内政弘宛に書かれる。
- 1477年 
  - ナンシーの戦いでブルゴーニュ公シャルル（突進公）がロレーヌ公ルネ2世に敗北し戦死。
    - ブルゴーニュ公国のうちネーデルラントは娘のマリー女公とその夫君であるマクシミリアン1世（のちの神聖ローマ皇帝）が継承。

  - マムルーク朝君主アシュラフ・カーイトバーイによりアレクサンドリアにカーイト・ベイの要塞が建設される。
  - 明で宦官による特務警察の西廠が設置される。
  - 大内政弘が京から撤収して西軍が解体され、応仁の乱が終わる。
  - 尚宣威王が琉球国中山王に即位するも宇喜也嘉の政変により半年で退位。尚真王が琉球国中山王に即位。
- 1478年
  - パッツィ家の陰謀事件で、ジュリアーノ・デ・メディチが暗殺される。
  - スペイン異端審問の始まり。
  - モスクワ大公イヴァン3世がノヴゴロド公国を併合。
  - オスマン皇帝メフメト2世によりイスタンブルのトプカプ宮殿が完成する（1465年 - ）
- 1479年 
  - スペイン王国成立。
  - アルカソヴァス条約（英語版）。
  - モスクワのウスペンスキー大聖堂（生神女就寝大聖堂）が完成する。
  - オロモウツの和約でハプスブルク家はオーストリアの支配権を失う（ - 1490年）。
  - アステカ皇帝アシャヤカトルが「太陽の石」をテノチティトラン（現メキシコシティ)に奉献する。

### 1480年代
- 1480年
  - ウグラ河畔の対峙により、モスクワ大公国のイヴァン3世がジョチ・ウルスから自立（ロシア帝国のおこり）。
  - フィレンツェがナポリと平和協定を締結し、ローマ教皇の反メディチ包囲網は崩壊。
  - オスマン帝国軍がイタリア半島東南端オトラントを占領(オトラントの戦い)。
  - 越中一向一揆。
- 1481年
  - プロヴァンス伯領をフランス王ルイ11世が相続する。
  - オスマン朝のメフメト2世が死去、長子のバヤズィト2世がスルタンとなる。
    - 弟ジェムは帝位継承を主張するが、イェニシェヒル近郊で敗北し、マムルーク朝エジプトに亡命する。
- 1482年
  - 足利義政が東山山荘（その一部が現在の慈照寺銀閣）の造営を始める。
- 1483年
  - イングランド王エドワード4世が急死。
    - 息子のエドワード5世が即位するも、叔父グロスター公により退位させられる。
    - グロスター公がリチャード3世として即位する。

  - スペイン人がカナリア諸島のグラン・カナリア島を征服し、先住民グアンチェ族を支配下に置く。
  - 古河公方成氏と両上杉家との間で和議が成立し、享徳の乱が終わる（都鄙和睦）。
- 1484年
  - バニョーロの和議（英語版）。
  - イングランド王リチャード3世が紋章院を設置。
  - 教皇インノケンティウス8世の回勅「スンミス・デジデランテス（英語版）」 が出される。
  - 李氏朝鮮の成宗のもとで歴史書『東国通鑑』が完成する。
- 1485年
  - ボズワースの戦いでヘンリー・テューダーがリチャード3世を倒す。
    - ヘンリー・テューダーがイングランド王ヘンリー7世として即位。テューダー朝始まる。

  - ハンガリー王マーチャーシュのウィーン占領（ - 1490年）。
  - 山城国一揆（ - 1493年）。
- 1486年
  - ドミニコ会士ハインリヒ・クラーマーの『魔女に与える鉄槌（Malleus Maleficarum）』が出版される。
  - ピコ・デラ・ミランドラによるローマでの神学討論会のための『人間の尊厳について』が執筆される。
  - 文明の土一揆により東寺が炎上する。太田道灌が上杉定正に謀殺され、江戸城の乱が起こる。
- 1487年
  - 明の弘治帝が第10代皇帝に即位。
  - 六角征伐の鈎の陣（ - 1489年）。山内・扇谷両上杉家をめぐる長享の乱が起こる。
  - トマス・デ・トルケマダがスペイン異端審問所長官となる。
- 1488年
  - ポルトガル人バルトロメウ・ディアスが喜望峰に到達する。
  - シュヴァーベン同盟が結成される。
  - 加賀一向一揆(長享の一揆・高尾城攻防戦)。
- 1489年
  - メジナデルカンポ条約。
  - キプロス女王カタリーナ・コルナーロが退位し、支配権をヴェネツィアに譲渡する。
  - 鈎の陣にて将軍足利義尚死去。父の足利義政が将軍職を代行。

### 1490年代
- 1490年
  - 足利義政死去。足利義材が室町幕府第10代将軍となる。
  - ハンガリー王マーチャーシュ1世急死、ハプスブルク家のフリードリヒ3世がウィーンを奪還。
- 1491年
  - コンゴ王ンジンガ・ンクウがポルトガルの宣教師から洗礼を受け、洗礼名ジョアン1世を名乗る。
  - フランス国王シャルル8世がアンヌ・ド・ブルターニュと結婚。
  - ドイツのマインツでヤコブ・メイデンバッハが自然史百科事典『ホルトゥス・サニタティス（英語版）（健康の庭）』を出版する。
- 1492年 
  - スペインがナスル朝グラナダ王国を滅ぼし、レコンキスタが完了。
  - クリストファー・コロンブスが大西洋を横断し、サンサルバドル島ほかカリブ海の島々に到達（いわゆる新大陸の発見）。
  - スペインからのユダヤ教徒追放令（アルハンブラ勅令（英語版））。
  - ニュルンベルクのマルティン・ベハイムにより現存する世界最古の地球儀が作られる。
  - ロレンツォ・デ・メディチ死去、息子のピエロ・デ・メディチが後継者となる。
  - スコットランドでパースからエディンバラに都が遷され、この地に議会が創設される。
  - 尚真王が第二尚氏王統の菩提寺、円覚寺を建立。
- 1493年
  - 明応の政変により足利義材が将軍職から追放される。
    - 管領細川政元の京兆専制の始まり（日本の戦国時代の幕開けともされる）。

  - 教皇アレクサンデル6世の回勅「インテル・カエテラ」により教皇子午線（植民地分界線）が決定される。
  - サンリスの和約（英語版）により、ブルゴーニュ公遺領の正式分割が決定。
  - インカ皇帝トゥパック・インカ・ユパンキが死去し、ワイナ・カパックが即位。
    - この時期までにペルー北部のチムー王国（中心はチャン・チャン遺跡）を滅ぼし、インカ帝国は最盛期を迎える。
- 1494年
  - スペインとポルトガルがトルデシリャス条約を締結。
  - フランス王シャルル8世のイタリア遠征（イタリア戦争の始まり）。
    - その途上、フィレンツェでメディチ家が追放される。フィレンツェでドミニコ会士サヴォナローラの神権政治が成立。
    - フランス軍の侵攻を受けたナポリでヨーロッパ最初の梅毒の大流行が起こる（ - 1495年）。

  - イタリアの数学者ルカ・パチョーリが『算術・幾何・比及び比例全書（スムマ）』の中で世界初の「簿記論」を執筆。
  - 足利義澄が室町幕府第11代将軍となる。
- 1495年
  - 神聖ローマ帝国のヴォルムス帝国議会 (1495年)（英語版）。
    - 皇帝マクシミリアン1世による「帝国改造」として「永久ラント平和令」が布告され、帝国最高法院が設置される。

  - 北条早雲（伊勢盛時）が足利茶々丸を追放し堀越公方を滅ぼす。
- 1496年
  - ローマ教皇アレクサンデル6世により、スペイン国王夫妻フェルナンドとイサベルが「カトリック両王」の称号を授けられる。
- 1497年
  - モスクワ大公イヴァン3世が「1497年法典（スヂェブニク）」を制定する。
    - 農民（農奴）の移動は「聖ユーリーの日」の前後それぞれ一週間のみが許される。

  - ジョン・カボットがニューファンドランドやラブラドル半島を発見。
  - サヴォナローラによる「虚栄の焼却」。サヴォナローラが教皇アレクサンデル6世に破門される。
- 1498年
  - コロンブスが南アメリカ大陸を発見しベネズエラに上陸。
  - ヴァスコ・ダ・ガマがインド洋を経てカリカット（コーリコード)に到着。
  - フィレンツェでサヴォナローラが処刑される。
  - 明応地震で、かつて淡水湖であった浜名湖が津波により太平洋とつながる。
- 1499年
  - シュヴァーベン戦争での勝利によりスイスは神聖ローマ帝国からの事実上の独立を勝ち取る。
  - 細川政元が前将軍足利義稙（越中公方）に味方した比叡山延暦寺を焼き討ちにする。

### 1500年代
- 1500年
  - ペドロ・アルヴァレス・カブラルがブラジルに到着。
  - 神聖ローマ帝国のアウクスブルク帝国議会。
    - 帝国統治院がニュルンベルクに設置され、帝国等族が参与する「帝国クライス」の制度が導入される。

  - シャイバーニー朝によりティムール朝サマルカンド政権が崩壊。
  - 後土御門天皇が没し、第104代後柏原天皇が即位。室町幕府が最初の撰銭令を出す。
  - 尚真王の首里王府軍と仲宗根豊見親等の宮古軍が石垣島に攻め込むオヤケアカハチの乱が発生。
- 1500年頃
  - 応仁の乱で途絶えていた祇園祭が京都の町衆により再興される。
  - アルゼンチンのユーヤイヤコ山頂付近で「ユーヤイヤコの子供たち（英語版）」が葬られる。
    - 「ラ・ドンセーヤ（La doncella）」ほか少年少女合わせて三体の保存の良いミイラを指す。人身供犠の目的による遺体と考えられる。

## 人物

### キリスト教世界

#### フランス・フランドル
- ピエール・ダイイ（1351年 - 1420年） - 枢機卿・パリ大学総長・コンスタンツ公会議で主導的な役割を果たす・著作に『世界像』がある
- ジャン・プティ（神学者）（英語版）（1360年頃 - 1411年） - パリ大学教授・ブルゴーニュ公ジャンによるオルレアン公ルイの暗殺に際して「暴君放伐論」を提唱
- ジャン・ジェルソン（1363年 - 1429年） - パリ大学総長・ピエール・ダイイと並びコンスタンツ公会議を主導・著作に『神学の慰め』がある
- クリスティーヌ・ド・ピザン（1365年頃 - 1430年） - ヴェネツィア出身の女性詩人・『薔薇物語』に対抗し『薔薇のことば』で女性擁護を訴える
- ジャン1世（無畏公）（1371年 - 1419年） - ブルゴーニュ公・オルレアン公らアルマニャック派と対立・王太子シャルルによって暗殺される
- ルイ（1372年 - 1407年） - オルレアン公・国王シャルル6世の弟・ブルゴーニュ公ジャンと対立し暗殺される
- ランブール兄弟（15世紀初頭）（長男ヘルマン、二男ポル、三男ヨハン） - フランドルの装飾写本画家・「ベリー公のいとも豪華なる時祷書」を作成
- ファン・エイク兄弟（兄フーベルト（1366年頃 - 1426年）、弟ヤン（1395年頃 - 1441年）） - 初期フランドル派の画家で油彩技法を大成
- アルテュール・ド・リッシュモン（1393年 - 1458年） - ブルターニュ公・フランス大元帥・パリ解放やアラスの和約などで百年戦争終結に活躍
- ジャック・クール（1395年 - 1456年） - フランスの財政家・シャルル7世の貨幣鋳造や戦費調達を担当・後年に不正が発覚し財産没収の上で亡命
- フィリップ3世（善良公）（1396年 - 1467年） - ブルゴーニュ公・百年戦争でイングランド側に接近・北方ルネサンスのパトロン
- ギヨーム・デュファイ（1397年 - 1474年） - ブルゴーニュ楽派の作曲家・ミサ曲「アヴェ・レジーナ・チェロールム」他がある
- カルトゥジオ会のドニ（法悦博士）（英語版）（ディオニュシオス）（1402年 - 1471年） - フランドルの神学者・霊的な著作を数多く執筆し「法悦博士」と呼ばれる
- シャルル7世（勝利王）（1403年 - 1461年） - ヴァロワ朝フランスの第5代国王（在位1422年 - 1461年）・百年戦争で最終的に勝利
- ジル・ド・レ（1404年 - 1440年） - フランスの貴族・百年戦争で活躍しフランス元帥となる・のちに多数の少年殺害の嫌疑で逮捕処刑される
- ヨハネス・オケゲム（1410年頃 - 1497年） - フランドル楽派の作曲家・フランス宮廷楽長などを務める・代表作に「死者のためのミサ曲」がある
- ジャンヌ・ダルク（1412年 - 1431年） - フランスの農民の娘・「オルレアンの乙女」・百年戦争でフランス軍を鼓舞・魔女裁判で火刑
- フランソワ・ヴィヨン（1431年？ - 1463年以降） - フランスの詩人・放浪無頼の生活を送り「泥棒詩人」として有名・代表作に『遺言詩集』
- ジョスカン・デ・プレ（1440年？ - 1521年） -  フランスの作曲家・フランス王や教皇庁などに仕える・ミサ曲「めでたし海の星」などがある
- ヒエロニムス・ボス（1450年頃 - 1516年） - 初期フランドル派の画家・寓意を暗示する幻想的な画風・代表作に「快楽の園」がある
- シャルル8世（温厚王）（1470年 - 1498年） - ヴァロワ朝フランスの第7代国王（在位1483年 - 1498年）・イタリア戦争を始める

#### イングランド
- ヘンリー5世（1387年 - 1422年） - ランカスター朝のイングランド王（在位1413年 - 1422年）・トロワ条約でフランス王位継承者となる
- 初代シュールズベリー伯ジョン・タルボット（？ - 1453年） - イングランドの貴族・百年戦争末期に英軍で活躍・カスティヨンの戦いで戦死する
- ヘンリー6世（1421年 - 1471年） - ランカスター朝のイングランド王（在位1422年 - 1461年、1470年 - 1471年）・狂疾から薔薇戦争勃発
- ウォリック伯リチャード・ネヴィル（1428年 - 1471年) - イングランドの貴族・エドワード4世擁立やヘンリー6世復位を画策し「キングメーカー」と呼ばれる
- マーガレット・オブ・アンジュー（1429年 - 1482年） - イングランド王ヘンリー6世の王妃・薔薇戦争でランカスター派を率い狂気の夫に代わりヨーク派と戦う
- エドワード4世（1442年 - 1483年） - ヨーク朝のイングランド王（在位1461年 - 1483年）・ヘンリー6世を退位させヨーク朝の祖となる
- リチャード3世（1452年 - 1485年） - ヨーク朝のイングランド王（在位1483年 - 1485年）・ヘンリー7世に敗北・シェイクスピア劇では悪役
- ヘンリー7世（1457年 - 1509年） - イングランド王（在位1485年 - 1509年）・薔薇戦争に勝利しテューダー朝を開く
- エリザベス・オブ・ヨーク（1466年 - 1503年） - エドワード4世の娘でヘンリー7世の妻・ランカスター家とヨーク家を結びつける
- マージェリー・ケンプ（1373年頃 - 1438年以後） - イングランドの女性神秘家・『マージェリー・ケンプの書』は英語による最古の女性の自伝
- トマス・マロリー（1399年頃 - 1471年） - イングランドの作家・伝説をもとに『アーサー王の死』をまとめる
- ウィリアム・キャクストン（1415年/1422年頃 - 1492年） - イングランドの商人・外交官・著作家・この国で最初の印刷業者
- ジョン・カボット（1450年頃 - 1498年） - イタリア出身の探検家・ヘンリー7世の特許状で大西洋を渡り北アメリカ大陸を発見

#### 神聖ローマ帝国
- ヨハネス・フォン・テープル（ドイツ語版）（1350年頃 - 1414年） - ボヘミアの公証人・文筆家・妻を失ったことで死神と対決する『ボヘミアの農夫』を執筆
- ジギスムント（1368年 - 1437年） - ルクセンブルク家の神聖ローマ皇帝（在位1410年 - 1437年）・コンスタンツ公会議を招集
- トマス・ア・ケンピス（1380年 - 1471年） - ドイツ生まれの神秘思想家・聖書に次いで読まれた『キリストに倣いて』の著者
- ヨハネス・ニーダー（英語版）（1380年頃 - 1438年） - ドイツのドミニコ会士・異端審問や教会刷新で活躍・著作『蟻塚』は魔術の研究としても重要
- ヨハネス・グーテンベルク（1398年頃 - 1468年） - ドイツのマインツ出身の金属加工職人・活版印刷術を発明・『グーテンベルク聖書』を印刷
- ニコラウス・クザーヌス（1401年 - 1464年） - ドイツの枢機卿・神学者・哲学者・フィレンツェ公会議で教会合同を推進・『学識ある無知』がある
- フリードリヒ3世（1415年 - 1493年） - ハプスブルク家の神聖ローマ皇帝（在位1452年 - 1493年）・半世紀の治世・婚姻政策で帝位を世襲化
- ニコラス・フォン・フリューエ（1417年 - 1487年） - スイスの隠修士・調停者としてスタンスの盟約を結ばせスイス各連邦の同盟を強化・聖人となる
- ハインリヒ・クラーマー（1430年頃 - 1505年） - ドイツのドミニコ会士・異端審問官・『魔女に与える鉄槌』を執筆し魔女裁判に影響を与える
- レギオモンタヌス（1436年 - 1476年） - ドイツの天文学者・『アルマゲスト注釈』や『三角法大全』の著作があり改暦や天文観測でも活躍
- ハルトマン・シェーデル（1440年 - 1514年） - ドイツの人文主義者・歴史家・天地創造から15世紀までを『ニュルンベルク年代記』でまとめる
- ゼバスティアン・ブラント（1457年 - 1521年） - ドイツの風刺作家・バーゼル大学教授・この当時の世相を風刺した『阿呆船』で知られる
- ハンス・ベーム（1458年頃 - 1476年） - ドイツの説教者・「ニクラスハウゼンの太鼓叩き」と呼ばれ民衆を扇動・ヴュルツブルクで火刑にされる
- マクシミリアン1世（1459年 - 1519年） - ハプスブルク家の神聖ローマ皇帝（在位1493年 - 1519年）・「中世最後の騎士」と呼ばれる

#### ローマ教皇・イタリア
- ニッコロ・ニッコリ（1364年 - 1437年） - フィレンツェの蔵書家・人文主義者・コジモ・デ・メディチの指示でその蔵書はサン・マルコ修道院図書館のもととなる
- ヨハネス23世（1370年頃 - 1419年） - 対立教皇（在位1410年 - 1415年）・ピサ公会議派として選出されるもコンスタンツ公会議では廃位される
- マルティヌス5世（1368年 - 1431年） - ローマ教皇（在位1417年 - 1431年）・コンスタンツ公会議で選出され教会大分裂は終結
- レオナルド・ブルーニ（1370年頃 - 1444年） - フィレンツェの政治家（書記官長）・人文主義者・『フィレンツェ史』で古代復興を唱える
- フランチェスコ・フォスカリ （1373年 - 1457年） - ヴェネツィアの元首・ミラノとの戦いを優位に進め和平を達成・息子の流刑で失脚
- フィリッポ・ブルネッレスキ（1377年 - 1436年） - フィレンツェの建築家・ルネサンス様式のフィレンツェ大聖堂を建立
- シエナのベルナルディーノ（英語版）（1380年 - 1444年） - フランシスコ会士・説教家・修道会の刷新を行い「IHS」の御名の信仰を勧める
- ポッジョ・ブラッチョリーニ（1380年 - 1459年） - イタリアの人文主義者・ルクレティウスをはじめ古代ラテン語文献を発見したことで有名
- カッシアのリタ（1381年 - 1457年） - ウンブリア地方の聖アウグスチノ会修道女・虐待や絶望の淵にある人々の聖人となる
- ロレンツォ・ギベルティ（1381年頃 - 1455年） - フィレンツェの彫刻家・金細工師・サン・ジョヴァンニ洗礼堂門扉の製作競技で優勝する
- フランチェスコ・ブッソーネ・ダ・カルマニョーラ（1381年頃 - 1432年） - イタリアのコンドッティエーレ・各地を渡り歩くもヴェネツィアで反逆罪で処刑される
- エウゲニウス４世（1383年 - 1447年） - ローマ教皇（在位1431年 - 1447年）・フェラーラ・フィレンツェ公会議で東西教会合同を推進
- ニッコロ3世・デステ（1383年 - 1441年） - フェラーラの領主・教皇エウゲニウス4世に近侍し東西教会合同の公会議をフェラーラに誘致する
- ドナテッロ（1386年 - 1466年） - フィレンツェの彫刻家・代表作に「ダヴィデ像」「カントリア」「ガッタメラータ像」がある
- コジモ・デ・メディチ（1389年 - 1464年） - フィレンツェの銀行家・メディチ家のフィレンツェ支配を確立・パトロンとしても有名
- フラ・アンジェリコ（1390年/1395年頃 - 1455年） - フィレンツェの画家・ドミニコ会士でサン・マルコ修道院に所属・「受胎告知」が有名
- バルトロメオ・コッレオーニ（1395年/1400年頃 - 1475年） - ヴェネツィアに仕えたコンドッティエーレ・ヴェロッキオにより建てられた騎馬像は有名
- パオロ・ウッチェロ（1397年 - 1475年） - フィレンツェの画家・代表作に「サン・ロマーノの戦い」「ジョン・ホークウッド像」がある
- トスカネリ（1397年 - 1482年） - フィレンツェの地理学者・数学者・天文学者・実際よりも小さく地球の周長を見積りコロンブスに影響
- フランチェスコ・スフォルツァ（1401年 - 1466年） - スフォルツァ家最初のミラノ公（在位1450年 - 1466年）・ローディの和に協力
- マサッチオ（1401年 - 1428年） - フィレンツェの画家・透視遠近法を大成しブランカッチ礼拝堂フレスコ画などを手がける
- レオン・バッティスタ・アルベルティ（1404年 - 1472年） - フィレンツェの人文主義者・建築家・他の学芸にも秀で「万能人」の典型とされる
- ピウス2世（1405年 - 1464年） - ローマ教皇（在位1458年 - 1464年）・もとは人文主義者・オスマン朝に対する十字軍提唱
- ロレンツォ・ヴァッラ（1407年 - 1457年） - ローマ出身の人文主義者・文献調査から『コンスタンティヌスの寄進状』を偽書と指摘
- ピエロ・デラ・フランチェスカ（1412年 - 1492年） - ウルビーノで活躍した画家・遠近法や幾何学に優れ代表作に「聖十字架伝説」がある
- バルトロメオ・プラティナ（英語版）（1421年 - 1481年） - ローマで活躍した人文主義者・ヴァティカン図書館初代館長・『教皇伝』ほか料理本を執筆
- フェデリーコ・ダ・モンテフェルトロ（1422年 - 1482年） - ウルビーノ公・傭兵隊長・パトロンとしてウルビーノ宮廷で文化を保護育成する
- デメトリオス・カルココンデュレス（英語版）（1423年 - 1511年） - アテネ出身のギリシア人人文学者・メディチ家ほかの庇護を受けギリシア語文献を翻訳
- クリストフォロ・ランディーノ（1424年 - 1498年） - フィレンツェの人文主義者・プラトン・アカデミーに参加・ダンテの『神曲』などに注釈をつける
- ジョヴァンニ・ベリーニ（1430年頃 - 1516年） - ヴェネツィア派の画家・油彩技法をこの地で拡げる・「レオナルド・ロレダンの肖像」がある
- アンドレア・マンテーニャ（1431年 - 1506年） - マントヴァで活躍した画家・遠近法や人体描写に優れ代表作に「死せるキリスト」がある
- マルシリオ・フィチーノ（1433年 - 1499年） - フィレンツェの人文主義者・哲学者・神学者・プラトンの著作を翻訳・代表作は『プラトン神学』
- アンドレア・デル・ヴェロッキオ（1435年頃 - 1488年） - フィレンツェの画家・彫刻家・建築家・レオナルドの師としても有名
- ルカ・パチョーリ（1445年 - 1517年） - サンセポルクロ出身の数学者・『算術・幾何・比及び比例全書』を出版し「近代会計学の父」と呼ばれる
- サンドロ・ボッティチェッリ（1445年? - 1510年） - フィレンツェ出身の画家でルネサンスを代表する「春」「ヴィーナスの誕生」を描く
- ジェノヴァのカタリナ（英語版）（1447年 - 1510年） - ジェノヴァの女性神秘家・結婚後に回心し夫もそれに続く・著作に『霊魂と体の対話』がある
- ロレンツォ・デ・メディチ（イル・マニフィコ）（1449年 - 1492年） - フィレンツェの銀行家・コジモの孫・事実上のフィレンツェの僭主
- アルドゥス・マヌティウス（1450年頃 - 1515年） - ヴェネツィアで活躍した出版人・アルド印刷所を設立し多くの名著を出版・「商業出版の父」
- ルドヴィーコ・スフォルツァ（1452年 - 1508年） - ミラノ公（在位1494年 - 1500年）・甥を追放して実権を握る・レオナルドのパトロンとして有名
- ジロラモ・サヴォナローラ（1452年 - 1498年） - フィレンツェの修道院長・メディチ家が失脚してフィレンツェを支配・火刑に処される
- レオナルド・ダ・ヴィンチ（1452年 - 1519年） - フィレンツェの画家・彫刻家・建築家など「万能の天才」・「モナリザ」他がある
- アンジェロ・ポリツィアーノ（1454年 - 1494年） - フィレンツェの詩人・プラトン・アカデミーに参加・詩作に『騎馬試合の歌』がある
- ピコ・デラ・ミランドラ（1463年 - 1494年） - フィレンツェで活躍した哲学者・プラトン・アカデミーに参加・『人間の尊厳について』を著す
- カテリーナ・スフォルツァ（1463年 - 1509年） - フォルリとイーモラの女性領主・夫の死後は反乱を鎮圧し「イタリアの女傑」と呼ばれる
- ミケランジェロ（1475年 - 1564年） - フィレンツェの画家・彫刻家・「ダヴィデ像」「ピエタ」「最後の審判」などの作品で知られる

#### イベリア半島
- ハスダイ・クレスカス（1340年頃 - 1410年頃） - アラゴンのユダヤ教哲学者・キリスト教徒や教条的ユダヤ教徒と論戦・主著は『主の光（英語版）』
- エンリケ航海王子（1394年 - 1460年） - ポルトガル王ジョアン1世の王子・航海者の育成を支援し大航海時代を準備する
- ジュアノット・マルトゥレイ（英語版）（1410年 - 1468年） - バレンシアの作家・騎士道文学『ティラン・ロ・ブラン（英語版）』の作者として知られる
- トマス・デ・トルケマダ（1420年 - 1498年） - スペインの異端審問所長官・ドミニコ会士・カトリック両王に仕え激しい異端審問を行う
- バルトロメウ・ディアス（1450年頃 - 1500年） - ポルトガルの航海者でヨーロッパ人として初めて喜望峰に到達した
- イサベル1世（1451年 - 1504年） - トラスタマラ家のカスティーリャ女王（在位1474年 - 1504年）・夫フェルナンドとの結婚でスペイン王国成立
- クリストファー・コロンブス（1451年頃 - 1506年） - ジェノヴァ出身の探検家・スペイン王の支援でいわゆる「アメリカ大陸を発見」
- フェルナンド2世（1452年 - 1516年） - トラスタマラ家のアラゴン王（在位1479年 - 1516年）・妻イサベルとの結婚でスペイン王国成立
- ディオゴ・カン（1452年頃 - 1486年頃） - ポルトガルの航海者・コンゴ川を遡りコンゴ王国との通商を始める・現ナミビアにまで到達したか
- ジョアン2世（無欠王）（1455年 - 1495年） - アヴィス朝のポルトガル王（在位1481年  -1495年）・ポルトガル最盛期の王
- ペロ・デ・コヴィリャン（1460年頃 - 1526年以降） - ポルトガルの探検家・東方各地を歴訪した後に「プレステ・ジョアンの国」エチオピアに入国
- ペドロ・アルヴァレス・カブラル（1467年/1468年 - 1520年） - ポルトガルの航海者・探検家・ヨーロッパ人で初めてブラジルに到着
- ヴァスコ・ダ・ガマ（1469年頃 - 1524年） - ポルトガルの航海者・探検家・喜望峰を経てインド洋からインドのカリカット（コーリコード）に到着

#### 東ローマ帝国
- ゲオルギオス・ゲミストス・プレトン（1360年？ - 1452年） - 東ローマ帝国末期のプラトン学者・「パレオロゴス朝ルネサンス」を代表する
- ヨハネス8世パレオロゴス（1392年 - 1448年） - 東ローマ帝国の皇帝（在位1425年 - 1448年）・フェラーラ・フィレンツェ公会議で東西教会合同を推進
- ヨハンネス・ベッサリオン（1399年？ - 1472年） - 東ローマ帝国から亡命した人文主義者・正教会からカトリックに転じ枢機卿となる
- コンスタンティノス11世パレオロゴス（1409年 - 1453年） - 東ローマ帝国最後の皇帝（在位1448年 - 1453年）・オスマン朝との帝都攻防戦で戦死
- ヨハンネス・アルギュロプロス（英語版）（1415年 - 1487年） - 東ローマ帝国から亡命した人文主義者・フィチーノらにギリシア語を教授し翻訳も行う
- ゲンナディオス2世（1400年 - 1468年？） - 東ローマ帝国滅亡後で最初のコンスタンティノポリス総主教・東西教会合同には反対

#### 東欧
- ヴワディスワフ2世（1351年 - 1434年） - ヤギェウォ朝の君主・タンネンベルクの戦いでドイツ騎士団に勝利
- ヤン・フス（1369年 - 1415年） - ベーメンのカレル大学学長・宗教改革の先駆者とされる・コンスタンツ公会議で火刑に処される
- パヴェウ・ヴウォトコヴィツ（1370年頃 - 1435年） - ポーランドの教会法学者・クラクフ大学の学長・コンスタンツ公会議で異教徒の人権擁護を主張
- プラハのイェロニー（英語版）（1379年 - 1416年） - ベーメンの神学者・フスの支持者でウィクリフ派との関係を結ぶ・フスに続いて処刑される
- ヤン・ジシュカ（1374年 - 1424年） - ベーメンの軍人・ターボル派（急進フス支持派）を率いフス戦争で活躍する
- スカンデルベグ（1405年 - 1468年） - アルバニアの君主・オスマン帝国に一時臣従するも反逆・アルバニアの民族的英雄
- フニャディ・ヤーノシュ（1409年？ - 1456年） - ハンガリーの政治家（摂政）・オスマン帝国とたびたび交戦・ヴァルナの戦いでは敗北
- ヴラド・ツェペシュ（1431年 - 1476年） - ルーマニアのワラキア公・通称ドラキュラ公または串刺し公・トルコから国を救った英雄
- マーチャーシュ1世（正義王）（1443年 - 1490年） - ハンガリー王（在位1458年 - 1490年）・ルネサンス文化をハンガリーに広げる

#### ロシア
- アンドレイ・ルブリョフ（1360年頃 - 1430年） - ロシアの修道士・モスクワ派（ルブリョフ派）のイコン画家・代表作に「至聖三者」がある
- サヴァーチィ（？ - 1453年） - ロシアの修道士・白海のソロヴェツキー修道院の基礎を築きゾシマやゲルマンなどの同志を育てる
- イシドール（英語版）（1385年頃 - 1464年） - モスクワ府主教・ギリシア人・フィレンツェ公会議に出席し東西教会合同宣言に署名・後に追放される
- ニル・ソルスキー（英語版）（1433年頃 - 1508年） - ロシアの修道士・東方各地を遍歴し非所有派（英語版）の中心人物となる
- イヴァン3世（1440年 - 1505年） - モスクワ大公（在位1462年 - 1505年）・ゾイ・パレオロギナと結婚し「ツァーリ」の称号を用いる
- マルファ・ボレツカヤ（？ - 1478年以降） - ノヴゴロド市長夫人（女市長） ・イヴァン3世への抵抗の中心となるが敗北しノヴゴロドは併合される

### イスラム世界
- ティムール（1336年 - 1405年） - 中央アジアの征服者でティムール朝の建設者（在位1370年 - 1405年）・アンカラの戦いで勝利
- ルイ・ゴンザレス・デ・クラビホ（？ - 1412年） - カスティーリャ王エンリケ3世がティムール朝へ派遣した外交官・『ティムール帝国紀行』を残す
- ムハンマド・イブン・ムハンマド・アル・ナフザウィ（活躍時期1410年 - 1434年） - ハフス朝に仕えた文筆家・性愛文学『匂える園』を残す
- ヒズル・ハーン（？ - 1421年） - サイイド朝の初代君主（在位1414年 - 1421年）・もともとはティムール朝に仕えた軍人
- カラ・ユースフ（？ - 1420年）- アナトリアの黒羊朝（カラ・コユンル朝）の第3代君主（在位1389年/1390年 - 1400年、1406年 - 1420年）
- カラ・ユルク・オスマン（？ - 1435年） - アナトリアの白羊朝（アク・コユンル朝）の初代君主（在位1378年 - 1435年）
- アル＝マクリーズィー（1364年頃 - 1435年） - マムルーク朝の地理歴史学者。『エジプト地誌』『エジプト社会救済の書』などがある
- シャー・ルフ（1377年 - 1447年） - ティムール朝の第3代君主（在位1409年 - 1447年）・サマルカンドからヘラートに都を遷す
- ギヤースッディーン・ナッカーシュ(生没年不詳） - ティムール朝の外交官・シャー・ルフから明の永楽帝に派遣され記録も残す
- ハーフェズ・アブルー（？ - 1430年） - ティムール朝の歴史家・シャー・ルフに命じられ『歴史集成』を撰述
- アシュラフ・バルスバーイ（？ - 1438年） - マムルーク朝のスルターン（在位1422年 - 1438年）・マムルーク朝の中興の祖
- ウルグ・ベク（1394年 - 1449年） - ティムール朝の第4代君主（在位1447年 - 1449年）・天文学者・歴史家としても知られる
- ムラト2世（1404年 - 1451年） - オスマン朝の第6代スルターン（在位1421年 - 1444年、1446年 - 1451年）・ヴァルナの戦いで勝利
- チャンダルル・ハリル・パシャ（？ - 1453年） - オスマン帝国の大宰相・ムラト2世からメフメト2世に仕える・東ローマ帝国征服後に粛清される
- ジャーミー（1414年 - 1492年） - ヘラートで活躍した神秘主義詩人・ペルシア語の恋愛詩「ユースフとズライハ」などの作品で知られる
- イブン・マージド（1421年 - 1500年） - オマーンに属した航海士で著作家・ポルトガル人のインド航路開拓に協力・著作に『航海術の原則』がある
- ウズン・ハサン（1423年 - 1478年） - 白羊朝の君主（在位1453年 - 1478年）・黒羊朝を滅ぼしイラン西部まで領土を拡大
- アブー・サイード（1424年 - 1469年） - ティムール朝の第7代君主（在位1451年 - 1469年）・ティムール朝再統一・バーブルの祖父
- メフメト2世（征服王）（1432年 - 1481年） - オスマン朝のスルターン（在位1451年 - 1481年）・東ローマ帝国を滅ぼしバルカンを平定
- バフルール・ローディー（？ - 1489年） - ローディー朝の初代君主（在位1451年 - 1489年）・アフガン系ローディー族のサルダール（指導者）
- スンニ・アリー・ベル（？ - 1492年） - ソンガイ王国国王（在位1464年 - 1493年）・ニジェール川流域のトンブクトゥやジェンネを征服
- ミールホーンド（英語版）（1433年 - 1498年） - ティムール朝の歴史家・天地創造からティムール朝までの歴史書『清浄の園』を著す
- フサイン・バイカラ（1438年 - 1506年） - ティムール朝ヘラート政権の君主（在位1470年 - 1506年）・最盛期の君主
- ミール・アリー・シール・ナヴァーイー（1441年 - 1501年） - ティムール朝の政治家・詩集『諸思想の宝庫』や思想書『敬虔な信者の困惑』がある
- スユーティー（1445年 - 1505年） - マムルーク朝の著作家・多方面にわたる著述活動で『コーランの注釈集』『講義の美徳』『カリフ史』を残す
- ボアブディル（ムハンマド12世）（1460年？ - 1527年） - ナスル朝（グラナダ王国）の最後の君主（在位1482年 - 1492年）

### 南アジア
- ラーマーナンダ（1400年頃 - 1470年頃） - インドの宗教家・ワーラーナシーで活躍しカースト制度を否定・カビールに影響を与える
- マハラナ・クンバ（？ - 1468年） - メーワール王国の王（在位1433年 - 1468年）・ムスリム勢力に抵抗しラーナクンバ宮殿を建設

### 東南アジア
- パラメスワラ（？ - 1414年） - マラッカ王国の初代国王（在位1402年 - 1414年）・もとはシュリーヴィジャヤ王国の王子
- マウラナ・マリク・イブラヒーム(？ - 1419年) - サマルカンド出身のスーフィー・チャンパを経てジャワに来訪しワリ・サンガの祖となる
- ボーロマトライローカナート（1431年 - 1488年） - タイのアユタヤ朝の国王（在位1448年 - 1488年）・サックディナー制度を完成させる
- ハン・トゥア（英語版）（1444年 - 1511年） - マラッカ王国の海軍提督・君主のマンスール・シャーに仕え王国の黄金時代を支える

### 東アジア

#### 明
- 姚広孝（1335年 - 1418年） - 明の政治家・軍師・法名は道衍・靖難の変で永楽帝に挙兵を進言・第一の功臣とされる
- 瞿佑（1341年 - 1427年） - 明の文学者・地方県の訓導・怪異小説集『剪灯新話』の編者として知られる
- 永楽帝（1360年 - 1424年） - 明の第3代皇帝（成祖）（在位1402年 - 1424年）・靖難の変に勝利し北京に都を遷す
- 楊士奇（1365年 - 1444年） - 明の政治家・洪熙帝と宣徳帝の治世（仁宣の治）から正統帝初期を支えた「三楊」の一人
- 陳誠（1365年 - 1457年） - 明の外交官・探検家・陸路からティムール朝を訪れその記録を『西域番国志』に残す
- 解縉（1369年 - 1415年） - 明の官僚・「永楽大典」の編集を行う・書家として「立幅草書軸」があり明の三才子の一人とされる
- 楊栄（1371年 - 1440年） - 明の政治家・洪熙帝と宣徳帝の治世（仁宣の治）から正統帝初期を支えた「三楊」の一人
- 鄭和（1371年 - 1434年） - 明の宦官（太監）・探検家・永楽帝の命で南海大遠征を指揮し東南アジア・インド・アラビアなどに赴く
- 亦失哈（イシハ）（生没年不詳） - 明の宦官（女真族）・探検家・黒竜江流域に赴き奴児干都司を設置・石碑「奴児干永寧寺碑記」が残る
- 楊溥（1372年 - 1446年） - 明の政治家・洪熙帝と宣徳帝の治世（仁宣の治）から正統帝初期を支えた「三楊」の一人
- 張輔（1375年 - 1449年） - 明の将軍・永楽帝に仕え靖難の変で活躍・ベトナムの胡季犛の反乱を鎮圧する
- 朱高煦（1380年 - 1426年） - 明の皇族（漢王）・永楽帝の子で洪熙帝の弟・甥の宣徳帝から帝位簒奪を謀るが失敗し処刑される
- 宣徳帝（1398年 - 1435年） - 明の第5代皇帝（在位1425年 - 1435年）・その治世が仁宣の治・鄭和の最後の南海大遠征を派遣
- 于謙（1398年 - 1457年） - 明の政治家・土木の変で正統帝が捕虜になると弟の景泰帝を擁立し北京に迫ったオイラト軍を撃退
- 王振（？ - 1449年） - 明の宦官・正統帝の教育係としてオイラト遠征を勧め土木の変にて戦死する
- 鄧茂七（？ - 1449年） - 明の農民反乱指導者・福建省で小作料や徭役の減免を要求して蜂起（抗租）・曹吉祥の軍に鎮圧される
- 曹吉祥（？ - 1461年） - 明の宦官・武官石亨と共謀し奪門の変で天順帝を重祚させる・于謙らも粛清し権勢を誇るが処刑される
- 李賢（1408年 - 1466年） - 明の政治家・奪門の変で権勢を振るった石亨や曹吉祥を倒し天順帝の信任を得る
- 正統・天順帝（1427年 - 1464年） - 明の第6代・第8代皇帝（英宗）（在位1435年 - 1449年、1457年 - 1464年）
- 沈周（1427年 - 1509年） - 明の文人・画家で呉派の中心人物・唐寅や祝允明や文徴明らは弟子
- 万貴妃（1430年 - 1487年） -  明の第9代皇帝成化帝の寵姫・後宮を支配し皇帝の後継者問題に容喙した
- 李東陽（1447年 - 1516年） - 明の文学者・擬古主義の茶陵派を代表し前七子を指導・『大明会典』を編纂し『懐麓堂集』を残す
- 弘治帝（1470年 - 1505年） -  明の第10代皇帝（在位1487年 - 1505年）・先帝までの弊を改め明の中興の祖と呼ばれる

#### 大越
- 黎利（1385年 - 1433年） - ベトナム（大越国）の後黎朝の初代皇帝（太祖）（在位1428年 - 1433年）・明から独立を果たす
- 黎聖宗（1442年 - 1497年） -  ベトナム（大越国）の後黎朝の第5代皇帝（在位1460年 - 1497年）・チャンパを屈服させ「光順中興」を現出

#### モンゴル
- エセン・ハーン（？ - 1454年） - オイラト部の部族長・土木の変で明の正統帝を捕虜とする・後にハーンとなるが反対が多く殺される
- ダヤン・ハーン（1464年 - 1524年） - モンゴルのハーン・長らく分裂状態にあったモンゴル諸部を再統一

#### 朝鮮
- 宋希璟（1376年 - 1446年） - 李氏朝鮮の官僚・応永の外寇の処理のため派遣され来日・『老松堂日本行録』がある
- 世宗（大王）（1397年 - 1450年） - 李氏朝鮮の第4代国王（在位1418年 - 1450年）・ハングル（訓民正音）を制定する
- 朴瑞生（生没年不詳） - 李氏朝鮮の官僚・1428年の第一回朝鮮通信使の正使として日本に渡る・帰国後に復命書を提出
- 世祖（1417年 - 1468年） - 李氏朝鮮の第7代国王（在位1455年 - 1468年）・癸酉靖難後に甥の端宗を倒し即位する
- 申叔舟（1417年 - 1475年） - 李氏朝鮮の官僚・癸酉靖難では首陽大君（世祖）に協力・来日した記録に『海東諸国紀』がある
- 成俔（1439年 - 1504年） - 李氏朝鮮の学者・人物評・史話・実録をまとめた随筆『慵斎叢話』が有名・『虚白堂詩文集』もある

#### 琉球
- 武寧王（1356年 - 1406年?）-察度王統の2代目中山王で察度王統最後の王（在位:1396年 - 1405年?）、尚巴志の中山侵攻で滅ぼされる
- 亜蘭匏（生没年不詳）-察度王統の2代に仕えた華人国相
- 攀安知王（？ - 1416年）-怕尼芝王統の3代目北山王で最後の北山王（在位：1396年あるいは1401年 - 1416年）、尚巴志の北山侵攻で滅ぼされる
- 本部平原（？ - 1416年）-攀安知王の側近で北山の副将、尚巴志の北山侵攻の際に中山に寝返る
- 大城真武（生没年不詳）-南山王国の大城城の按司、汪英紫に滅ぼされる
- 汪英紫王（？ - 1402年）-大里王統の2代目南山王（在位：1398年 - 1402年）、甥の承察度王を退けて南山王となった
- 汪応祖王（？ - 1413年）-大里王統の3代目南山王（在位：1402年 - 1413年）、豊見城城を築き、爬竜を始めた
- 達勃期王（？- 1414年）-大里王統の4代目南山王（在位：1413年 - 1414年）、弟の汪応祖王を滅ぼし南山王となるが甥の他魯毎に滅ぼされた
- 他魯毎王（ ？- 1429年）-大里王統の5代目南山王（在位：1415年 - 1429年）、尚巴志の南山侵攻で滅ぼされる
- 国吉真元（性没年不詳）-南山王他魯毎の弟、甥または子の子供で國吉比屋（くにしぬひゃ）とも呼ばれ、護佐丸の遺児（盛親）を匿った。
- 護佐丸（ ？- 1458年）-中山の読谷山按司、中城按司で尚巴志とともに三山を統一し、阿麻和利に滅ぼされた
- 懐機（生没年不詳）-尚巴志王から尚金福王まで仕えた華人国相

- 尚巴志王（1372年 - 1439年） - 第一尚氏王統の第2代目琉球国中山王（在位1422年 - 1439年）・北山国と南山国を倒し琉球を統一
- 尚思紹王（1354年 - 1421年） - 第一尚氏王統の初代琉球国中山王（在位：1406年 - 1421年）、佐敷按司だった頃は苗代大親（なーしるうふや）と呼ばれていた
- 尚忠王（1391年 - 1444年）- 第一尚氏王統の第3代目琉球国中山王（在位：1440年 - 1444年）
- 尚思達王（1408年 - 1449年）-第一尚氏王統の第4代目琉球国中山王（在位1445年 - 1449年）、在位中に奄美大島を征服
- 尚金福王（1398年- 1453年）-第一尚氏王統の第5代目琉球国中山王（在位1450年 - 1453年）
- 尚布里（1407?-1453年？）-尚巴志王の6男で尚金福王の弟、志魯・布里の乱で王位を争う
- 尚志魯（？- 1453年？）-尚金福王の長男、志魯・布里の乱で王位を争う
- 尚泰久王（1415年 - 1460年）-第一尚氏王統の第6代目琉球国中山王（在位1454年 - 1460年）、護佐丸・阿麻和利の乱を鎮圧し、万国津梁の鐘を鋳造した
- 尚徳王（1441年 - 1469年）-第一尚氏王統の第7代目琉球国中山王（在位1461年 - 1469年）、-第一尚氏王統最後の王、喜界島遠征をおこない、日本や朝鮮、マラッカに使節を派遣した
- 百度踏揚（生没年不詳）-尚泰久王の娘で護佐丸の孫、阿麻和利に嫁ぎ、乱後は大城賢雄に嫁ぐ
- 大城賢雄（？ - 1469年?）-尚泰久王、尚徳王に仕えた王府の武将、阿麻和利を討ち取るも、クーデターの際に金丸派に滅ぼされた
- 茂知附按司（生没年不詳）-9代目勝連按司、加那（後の阿麻和利）に滅ぼされる
- 阿麻和利（？ - 1458年）-10代目勝連按司、護佐丸を滅ぼすも大城賢雄に滅ぼされる
- 尚円王（1415年- 1476年）-第二尚氏王統の初代琉球国中山王（在位1469年 - 1476年）、尚泰久王の家臣だったが、尚徳王崩御後のクーデターで王位についた
- 尚宣威王（1430年 - 1477年）-第二尚氏王統の第2代琉球国中山王（在位1477年）、宇喜也嘉の陰謀により半年で退位させられた。
- 尚真王（1465年 - 1527年）-第二尚氏王統の第3代琉球国中山王（在位1477年 - 1527年）、按司の中央集権化や位階制度の確立、先島諸島の征服に力を入れた
- 宇喜也嘉（1445年 - 1505年）-尚円王の王妃、政変で尚宣威王をおろし、息子の尚真王を王位につかせた
- 安谷屋若松（生没年不詳）-尚円王の庶子、組踊「執心鐘入」の主人公「中城若松」のモデルとされている人物、安谷屋城主をつとめた
- オヤケアカハチ（？-1500年）-石垣島大浜の按司、琉球王府に抵抗したが滅ぼされた。
- 長田大主（1456年-1517年）-波照間島の按司、首里王府側につき、オヤケアカハチの乱後に八重山頭職に任じられた
- 慶来慶田城用緒（生没年不詳）-西表島の按司、首里王府側につき、オヤケアカハチの乱後に西表首里大屋子に任じられた
- 仲間満慶山（1467年?-1500年）-石垣島川平の按司、アカハチに協力を求められるも断ったため滅ぼされた
- 明宇底獅子嘉殿（？-1500年）-波照間島の按司、アカハチに協力を求められるも断ったため滅ぼされた
- サンアイイソバ（生没年不詳）-与那国島の按司、オヤケアカハチの乱後に宮古軍が攻めてくるが撃退した
- 泰川大殿（生没年不詳）-宮古島の按司、ハンセン病に感染したと考えられている
- 大立大殿（？ - 1477年?）-宮古島の按司、泰川大殿の第3子、琉球王府との交流も積極的に行い、天順年間に琉球国中山王から宮古島首長に任じられた
- 仲宗根豊見親（生没年不詳）-宮古島の按司、大立大殿の養子、尚円王に謁見し、首里王府とともにオヤケアカハチの乱を平定、鬼虎の乱も平定した
- 金志川豊見親　（生没年不詳）-宮古島の按司、金盛、那喜太知の兄弟間で継承された称号、オヤケアカハチの乱に兄弟で参加した
- 土原豊見親（生没年不詳）-宮古島の按司、仲宗根豊見親らとともにオヤケアカハチの乱、鬼虎の乱に参加した

### 日本
- 吉山明兆（1352年 - 1431年） - 臨済宗の画僧・東福寺の殿主（兆殿主）・「聖一国師像」や「寒山拾得図」が残る
- 満済（1378年 - 1435年） - 真言宗の僧・醍醐寺中興の祖・准后として将軍足利義教の選出に尽力
- 赤松満祐（1381年？ - 1441年） - 守護大名・嘉吉の乱で将軍足利義教を暗殺・幕府軍に追討され自殺
- 正徹（1381年 - 1459年） - 臨済宗の僧・歌人であり古典学者・『正徹物語』がある・幽玄体の美意識を称揚
- 上杉禅秀（？ - 1417年） - 室町時代関東管領・鎌倉公方足利持氏と対立し反乱を起こすが鎮圧される（上杉禅秀の乱）
- 宗貞盛（？ - 1452年） - 守護大名・応永の外寇で対馬を死守・朝鮮と嘉吉条約を結び宗一族による貿易独占を果たす
- 足利義持（1386年 - 1428年） - 室町幕府第4代将軍（在任1394年 - 1423年）・父の足利義満の政策を否定
- 善阿弥（1386年？ - 1482年？） - 庭師・河原者という身分ながら将軍足利義政に重用される・花の御所庭園などを造営
- 瑞渓周鳳（1392年 - 1473年） - 臨済宗五山派の禅僧・相国寺住持・外交に関与し日本初の外交資料集『善隣国宝記』を編纂
- 足利義教（1394年 - 1441年） - 室町幕府第6代将軍（在任1429年 - 1441年）・「万人恐怖」と呼ばれる強権政治を行う
- 一休宗純（1394年 - 1481年） - 臨済宗大徳寺派の禅僧・漢詩人として『狂雲集』がある・一休さんの頓知話でも知られる
- 楠葉西忍（1395年 - 1486年） - 商人・天竺人の父を持ち興福寺大乗院に仕える・日明貿易で南京や北京にまで渡航する
- 能阿弥（1397年 - 1471年） - 室町幕府の同朋衆・水墨画家・鑑定家として東山御物を選定・子に芸阿弥・孫に相阿弥がいる
- 周文（生没年不詳） - 水墨画家・禅僧・「水色巒光図」「竹斎読書図」が残る
- 如拙（生没年不詳） - 水墨画家・禅僧・将軍足利義持の命で書いた「瓢鮎図」が残る
- 足利持氏（1398年 - 1439年） - 室町幕府の鎌倉公方・永享の乱で室町将軍と対立し滅ぼされる
- 東常縁（1401年？ - 1484年） - 室町幕府奉公衆・美濃篠脇城主・二条派の歌学を学び宗祇に古今伝授を行う
- 一条兼良（1402年 - 1481年） - 公卿・摂政・関白・源氏物語注釈『花鳥余情』や政道論『樵談治要』がある
- 結城氏朝（1402年 - 1441年） - 守護大名・永享の乱後に足利持氏の遺児を擁して幕府と戦う（結城合戦）
- 山名宗全（1404年 - 1473年） - 室町幕府侍所頭人・守護大名・応仁の乱では西軍の総大将を務める
- 心敬（1406年 - 1475年） - 天台宗の僧・連歌師・『新撰菟玖波集』に最多入集・著作に『ささめごと』『老のくり言』がある
- 日親（1407年 - 1488年） - 日蓮宗の僧・京都本法寺開山・将軍足利義教に拷問を受けた「鍋かぶり日親」の話が有名
- 足利義量（1407年 - 1425年） - 室町幕府第5代将軍（在任1423年 - 1425年）
- 上杉憲実（1410年？ - 1466年？） - 室町幕府関東管領・鎌倉公方足利持氏と対立・足利学校を再興
- 斎藤妙椿（1411年 - 1480年） - 権大僧都・美濃国守護代後見人・幕府奉公衆・主家土岐氏を凌ぎ応仁の乱では西軍で活躍
- 蓮如（1415年 - 1499年） - 本願寺第8世・北陸地方で信者を開拓し一向一揆を指導する
- 雪舟等楊（1420年 - 1506年？） - 水墨画家・禅僧・渡明して技法を学ぶ・「秋冬山水図」や「天橋立図」で知られる
- 宗祇（1421年 - 1502年） - 連歌師・東常縁より古今伝授を受ける・『新撰菟玖波集』を撰集
- 村田珠光（1422年/1423年 - 1502年） - 茶人・一休宗純に参禅・唐物を賞玩する茶を否定しわび茶を創始
- 池坊専慶（活躍時期1457年頃 - 1466年頃） - 京都頂法寺（六角堂）の僧・池坊華道の元祖とされ『碧山日録』に記録が残る
- 今参局（1426年？ - 1459年） - 将軍足利義政の乳母・烏丸資任や有馬持家とともに「三魔」と呼ばれる側近・追放殺害される
- 朝倉孝景（1428年 - 1481年） - 守護大名・斯波義廉と組んで応仁の乱では西軍に属すが後に裏切る
- 万里集九（1428年 - 1507年？） - 臨済宗の禅僧・漢詩人・各地を遍歴し太田道灌ほかとの交流が『静勝軒記』『梅花無尽蔵』に残る
- 日野勝光（1429年 - 1476年） - 公卿（左大臣）・妹に日野富子がおり足利義尚は甥・「押大臣」と呼ばれ権勢を誇った
- 細川勝元（1430年 - 1473年） - 室町幕府管領・守護大名・応仁の乱では東軍の総大将を務める
- 尋尊（1430年- 1508年） - 興福寺別当・大乗院門跡・応仁の乱前後の根本史料「大乗院寺社雑事記」を残す
- 骨皮道賢（？ - 1468年） - 足軽大将・応仁の乱では細川勝元の東軍に属す・略奪放火を繰り返し乱の被害を拡大させる
- 太田道灌（1432年 - 1486年） - 関東管領上杉氏の一族（扇谷上杉家）の家宰・江戸城を築く
- 足利義勝（1434年 - 1443年） - 室町幕府第7代将軍（在任1442年 - 1443年）
- 土佐光信（1434年 - 1525年） - 室町幕府御用絵師・宮廷絵所預・土佐派中興の祖・「清水寺縁起絵巻」などがある
- 狩野正信（1434年？ - 1530年？） - 室町幕府御用絵師・狩野派の祖・「周茂叔愛蓮図」などがある
- 斯波義敏（1435年 - 1508年） - 守護大名・武衛騒動で斯波義廉と家督を争う・後に応仁の乱では東軍に属す
- 吉田兼倶（1435年 - 1511年） - 神道家・吉田神道（唯一神道）の事実上の創始者として全国の神社を統括・著作に『神道大意』ほか
- 足利政知（1435年 - 1491年） - 室町幕府の初代堀越公方・足利義政の庶兄・後に子の足利義澄が11代将軍となる
- 足利義政（1436年 - 1490年） - 室町幕府第8代将軍（在任1449年 - 1473年）・東山文化を代表する慈照寺銀閣を建てる
- 足利成氏（1438年 - 1497年） - 室町幕府の鎌倉公方・足利持氏の遺児・享徳の乱で鎌倉を出奔し初代古河公方となる
- 足利義視（1439年 - 1491年） -  足利義政の弟で将軍候補の一人・後に子の足利義稙が10代将軍となる
- 日野富子（1440年 - 1496年） - 足利義政の正室・将軍後継をめぐり実子の足利義尚を推し応仁の乱の原因をなす
- 後藤祐乗（1440年 - 1512年） - 金工家・以後17代にわたる大判座および分銅座の後藤四郎兵衛家の祖となる
- 畠山政長（1442年 - 1493年） - 守護大名・室町幕府管領・応仁の乱では東軍に属す・畠山義就との家督争いから山城国一揆を招く
- 真盛（1443年 - 1495年） - 天台宗の僧・天台宗真盛派の祖・近江西教寺を再興する・諡号は慈摂大師
- 牡丹花肖柏（1443年 - 1527年） - 連歌師・宗祇や宗長らと「水無瀬三吟百韻」を詠む・宗祇から古今伝授を受ける
- 大内政弘（1446年 - 1495年） - 守護大名・応仁の乱では西軍に属し動向を左右する・本拠地山口で大内文化を育む
- 古市澄胤（1452年 - 1508年) - 興福寺の衆徒・南山城の守護代・山城国一揆を鎮圧する・村田珠光の弟子で連歌にも通じた
- 三条西実隆（1455年 - 1537年） - 公卿・内大臣・宗祇から古今伝授を受ける・『実隆公記』を残す
- 六角高頼（？ - 1520年） - 守護大名・応仁の乱後に近江の領土を一元化して将軍義尚の六角征伐を招く
- 足利義尚（1465年 - 1489年） - 室町幕府第9代将軍（在任1473年 - 1489年）・六角征伐の鈎の陣で病没
- 足利義稙（1466年 - 1523年） - 室町幕府第10代将軍（在任1490年 - 1493年、1508年 - 1521年）・通称「流れ公方」
- 足利義澄（1480年 - 1511年） - 室町幕府第11代将軍（在任1493年 - 1508年）・明応の政変で擁立される